# گوانگ‌گه‌تو بزرگ
امپراتور گوانگ‌گه‌تو بزرگ (کره‌ای: 광개토대왕؛ (۳۷۴–۴۱۳، سلطنت ۳۹۱–۴۱۳) نوزدهمین امپراتور گوگوریو بود. نام پسامرگ کامل او به معنای «دفن‌شده در گوک‌گانگ‌سانگ، گسترش‌دهندهٔ گسترهٔ قلمرو، صلح‌آور، پادشاه والامقام» است و گاهی به اختصار «هوته‌وانگ» نامیده می‌شد. او همچنین نخستین امپراتور شرق آسیا بود که لقب بزرگ را کسب کرد. امپراتور گوانگ‌گه‌تو، از نام یونگ‌ناک استفاده کرد، که به معنای «شکوه جاودان»، قدرت و استقلال امپراتوری گوگوریو بود.
او امپراتوری بسیار قدرتمندی بود که بیش از هزار و پانصد شهر مستحکم و روستای مهم از کشورهای مختلف را تصرف کرد. امپراتور گوانگ‌گه‌تو بزرگ موفق شد پادشاهی‌های زیادی از جمله بیریو، هویان، بکجه، شیلا، پادشاهی وا، بویوی شرقی، بویوی شمالی، خیتان، مالگال، متحدین ماهان، کنفدراسیون گایا، دانگان، اوکجو و مردم سوشن را شکست دهد و آنان را خدمتگذار خود کند. به او «ته‌وانگ په‌ها» به معنای شاه شاهان گفته می‌شد. غالباً وی را قدرتمندترین رهبر و پادشاه تاریخ کره و گوگوریو و یکی از بزرگ‌ترین پادشاهان و رهبران تاریخ شرق آسیا می‌دانند. بسیاری امپراتور گوانگ‌گه‌تو بزرگ را تأثیر گذارترین فرد در تاریخ کره خطاب می‌کنند که باعث شکوفایی تاریخ کره شد. امپراتور گوانگ‌گه‌تو بزرگ نزد همگان حتی کشورهای غیر کره ای محبوب می‌باشد، این به دلیلی است که وقتی او دشمنان گوگوریو را شکست می‌داد، آنان را از بین نمی‌برد بلکه آنان را مستعمره خود و برادر کوچک‌تر خود می‌خواند. تنها دو پادشاه در تاریخ کره عنوان بزرگ را دارا می‌باشند که نخستین امپراتور گوانگ‌گه‌تو بزرگ و دیگری سجونگ بزرگ است. مردم شبه جزیره کره در نسل‌های پیشین و امروزه به عنوان «قهرمان ملی بزرگ» به امپراتور گوانگ‌گه‌تو بزرگ احترام می‌گذارند.

## تولد و پیشینه
در زمان تولد گوانگ‌گه‌تو بزرگ، گوگوریو به اندازه گذشته قدرتمند نبود. در سال ۳۷۱، سه سال قبل از تولد گوانگ‌گه‌تو بزرگ، پادشاهی کره‌ای رقیب بکجه، تحت رهبری گون‌چوگو، گوگوریو را شکست داد، پادشاه گگوگوون را کشت و پیونگ‌یانگ را غارت کرد. بکجه به یکی از قدرت‌های مسلط در شرق آسیا تبدیل شد. نفوذ بکجه به شبه جزیره کره محدود نشد، بلکه از طریق دریا تا لیائوژی و شاندونگ در چین گسترش یافت و از دولت تضعیف شده چین سابق و کیوشو در مجمع الجزایر ژاپن استفاده کرد. گوگوریو تمایل داشت از درگیری با همسایه شوم خود پرهیز کند، و در عین حال روابط سازنده ای با چین سابق، ژیان‌بی و خاقانات روران ایجاد کرد تا از خود در برابر تهاجمات آینده دفاع کند و برای تغییر ساختار قانونی و برای آغاز اطلاحات نظامی خود زمان بگذارد.
جانشین گگوگوون، سوسوریم، سیاست خارجی مماشات و آشتی با بکجه را در پیش گرفت، و بر سیاست‌های داخلی برای گسترش بودیسم در سراسر سیستم‌های اجتماعی و سیاسی گوگوریو تمرکز کرد. علاوه بر این، به دلیل شکست‌هایی که گوگوریو از بکجه و همچنین ژیان‌بی مغول اولیه متحمل شده بود، سوسوریم اصلاحات نظامی را با هدف جلوگیری از چنین شکست‌هایی در آینده ایجاد کرد. ترتیبات داخلی سوسوریم زمینه را برای گسترش گوانگ‌گه‌تو بزرگ فراهم کرد.
جانشین سوسوریم، گگوگ‌یانگ، به هویان، دولت جانشین یان سابق، در سال ۳۸۵ و بکجه در سال ۳۸۶ حمله کرد.

## سلطنت

### به قدرت رسیدن و مبارزات علیه بکجه
گوانگ‌گه‌تو بزرگ پس از مرگ پادشاه گگوگ‌یانگ در سال ۳۹۱ جانشین پدرش، شد. پس از تاجگذاری، گوانگ‌گه‌تو بزرگ نام دوره‌ای یونگناک (شادی ابدی) و عنوان ته‌وانگ (پادشاه عالی) را برگزید که معادل «امپراتور» بود، برابر با فرمانروایان چین بود.
در سامگوک ساگی (تاریخ سه پادشاهی) ثبت شده است که او در پنجمین ماه تقویم قمری در سال ۳۹۲ میلادی به تخت سلطنت نشست اما سنگ نبشته روی سنگ یادبود گوانگ‌گه‌تو بزرگ بیان می‌کند که او در سال ۳۹۱ میلادی به تخت سلطنت نشست.
در سال ۳۹۲، گوانگ‌گه‌تو بزرگ با بیش از ۴۰٫۰۰۰ سرباز حمله به بکجه را رهبری کرد و ۱۰ شهر محصور شده را تصرف کرد. در ماه اوت، هنگامی که باکجه به مرز جنوبی گوگوریو حمله کرد، گوانگ‌گه‌تو بزرگ به ژنرال خود دستور داد تا راه آن را مسدود کند و جلوی او را بگیرد. گوگوریو، با تکیه بر پیروزی، قلعه گوانمی، یک دژ طبیعی و مکانی مهم در شمال باکجه را پس از یک محاصره ۲۰ روزه در ماه اکتبر تصرف کرد.
گوانگ‌گه‌تو بزرگ لشکرکشی بزرگی را علیه بکجه آغاز کرد و ۵۸ دژ و ۷۷ شهرک از بکجه را تصرف کرد.
دسامبر این سال پادشاه جینسا، پادشاه بکجه در گوون درگذشت و پادشاه آشین به تخت سلطنت نشست. بکجه برای بازپس‌گیری قلعه‌های از دست رفته به حملات خود به گوگوریو ادامه داد. در اوت ۳۹۳، پادشاه آشین به همراه جینمو به عنوان فرمانده خود به موکچک رسید. با این حال، از آنجایی که این یک تحریک برای شستن تحقیر بود، آنها خیلی زود عقب‌نشینی کردند. گوانگ‌گه‌تو بزرگ حملات بکجه را در دژ گوانمی در سال ۳۹۳ و در دژ سوگوک در سال ۳۹۴ میلادی دفع کرد. در سال ۳۹۴ میلادی، گوگوریو هفت دژ در مرز جنوبی خود برای دفاع در برابر تهاجم بکجه ساخت.
در پاسخ پادشاه آشین پادشاه، در سال ۳۹۳ میلادی ضد حمله ای را به گوگوریو انجام داد اما شکست خورد. با وجود جنگ جاری، گوانگ‌گه‌تو بزرگ در سال ۳۹۳ میلادی، ۹ معبد بودایی را در پیونگ‌یانگ تأسیس کرد. پادشاه آشین یک بار دیگر در سال ۳۹۴ میلادی به گوگوریو حمله کرد، اما دوباره شکست خورد. پس از متحمل شدن چندین شکست در برابر گوگوریو، ثبات سیاسی بکجه شروع به فروپاشی کرد. در سال ۳۹۵ میلادی، بکجه یک بار دیگر توسط گوگوریو شکست خورد و به سمت جنوب به پایتخت آن هان سونگ در رودخانه هان رانده شد. در سال بعد، در سال ۳۹۶، گوانگ‌گه‌تو بزرگ حمله به هان سونگ از طریق زمین و دریا، با استفاده از رودخانه هان، رهبری و بر بکجه پیروز شد. گوانگ‌گه‌تو بزرگ پایتخت بکجه را تصرف کرد و پادشاه آشین شکست خورده تسلیم او شد، یک شاهزاده و ۱۰ وزیر دولت را تسلیم کرد.
در سال ۳۹۵ میلادی، او با به اسارت گرفتن ۸٫۰۰۰ سرباز بکجه در په‌سو، پیروزی بزرگی به دست آورد. در سال ۳۹۵ میلادی، گوگوریو حمله گسترده‌ای را به بکجه آغاز کرد و ۵۸ قلعه و ۷۰۰ روستا در شمال رودخانه هان را اشغال و هان سونگ را محاصره کرد. در این زمان، پادشاه آشین تسلیم شد و گفت: «من برای همیشه برده تو خواهم بود.» او برادر کوچکتر پادشاه آشین و ده نفر از وزرای بکجه را به عنوان گروگان گرفت و به خانه بازگشت.

### فتوحات شمال
در سال ۳۹۵ میلادی، در حالی که لشکرکشی او علیه بکجه به سمت جنوب ادامه داشت، گوانگ‌گه‌تو بزرگ برای حمله به خیتان و همین‌طور قبایلی از مالگال به سمت غرب در رود لیائو، سفری انجام داد و ۳ قبیله و ۶۰۰ تا ۷۰۰ اردوگاه را نابود کرد. در سال ۳۹۸ میلادی، گوانگ‌گه‌تو بزرگ مردم سوشن را در شمال شرقی تسخیر کرد، که اجداد تونگوسی، جورچن‌ها و منچوها بودند.
در سال ۴۰۰ میلادی، در حالی که گوانگ‌گه‌تو بزرگ با نیروهای بکجه، گایا و پادشاهی وا در شیلا اشغال شده بود، هویان، که توسط قبیله مورنگ در لیائونینگ کنونی تأسیس شد، به گوگوریو حمله کرد. گوانگ‌گه‌تو بزرگ سربازان ژیان‌بی را دفع کرد. در سال ۴۰۲ میلادی، گوانگ‌گه‌تو بزرگ تلافی کرد و دژ مهمی به نام «سوجون» در نزدیکی پایتخت هویان را فتح کرد. در سال ۴۰۵ و دوباره در سال ۴۰۶ میلادی، بعداً سربازان هویان به قلعه‌های گوگوریو در لیائودونگ حمله کردند، اما هر دو بار شکست خوردند. گوانگ‌گه‌تو بزرگ تمام لیائودونگ را فتح کرد. با فتح لیائپدونگ، گوانگ‌گه‌تو بزرگ قلمرو باستانی گوجوسان را بازیابی کرد، فتوحات او باعث ترس کشورهای چینی اطراف گوگوریو شد به طوری که کشور چینی وی شمالی پس فتح کامل هویان توسط گوانگ‌گه‌تو بزرگ به‌طور کامل تسلیم و مطیع گوگوریو شد. گوگوریو تا اواسط اواخر قرن هفتم لیائودونگ را کنترل کرد.
در سال ۴۰۷ میلادی، گوانگ‌گه‌تو بزرگ ۵۰٫۰۰۰ سرباز متشکل از پیاده‌نظام و سواره نظام را اعزام کرد و پیروزی بزرگی به دست آورد و نیروهای دشمن را کاملاً نابود کرد و حدود ۱۰٫۰۰۰ زره و تجهیزات جنگی بی شمار را غارت کرد. حریف را می‌توان به عنوان هویان، بکجه یا وا تفسیر کرد.
در سال ۴۱۰ میلادی، گوانگ‌گه‌تو به بویو در شمال شرقی حمله کرد.
برخی از محققان معتقدند که بویوی شرقی در آن زمان یک دولت تابع گوگوریو بود و با فتح بویوی شرقی به‌طور کامل نابود شد. علاوه بر این، استدلالی نیز وجود دارد مبنی بر اینکه سابقه فتح ۶۴ دژ و ۱۴۰۰ روستا، که عموماً به عنوان دستاورد زندگی گوانگ‌گه‌تو بزرگ تفسیر می‌شود، نتیجه نابودی کامل بویوی شرقی با مطیع کردن پنج آپنو یا هر پنج لشکر بویوی شرقی بوده است.

### مبارزات جنوب
در سال ۴۰۰، شیلا، پادشاهی دیگر کره در جنوب شرقی شبه جزیره کره، از گوگوریو برای دفع تهاجم متفقین توسط بکجه، گایا و پادشاهی وا درخواست کمک کرد. گوانگ‌گه‌تو بزرگ ۵٫۰۰۰ سرباز فرستاد و ائتلاف دشمن را نابود کرد. پس از آن، گوانگ‌گه‌تو بزرگ بر شیلا به عنوان یک سوزرین تأثیر گذاشت، و گایا رو به زوال گذاشت و هرگز بهبود نیافت. در سال ۴۰۲ میلادی، گوانگ‌گه‌تو بزرگ شاهزاده شیلسونگ را که از سال ۳۹۲ میلادی به عنوان یک گروگان سیاسی در گوگوریو اقامت داشت، به خانه شیلا بازگرداند و او را به عنوان پادشاه شیلا منصوب کرد
در سال ۴۰۴، گوانگ‌گه‌تو بزرک حمله پادشاهی وا را در مرز جنوبی منطقه ای که زمانی فرمانداری دایفنگ بود شکست داد و تلفات زیادی به دشمن وارد کرد.

### امور داخلی کشور
امپراتور گوانگ‌گه‌تو بزرگ همچنین بر امور داخلی تمرکز داشت. او اهمیت زیادی برای پیونگ‌یانگ قائل بود و در سال ۳۹۳ میلادی، ۹ معبد در پیونگ‌یانگ تأسیس کرد. در سال ۳۹۹ میلادی، خود امپراتور گوانگ‌گه‌تو بزرگ از پیونگ‌یانگ بازدید کرد. احتمالاً هدف، مجازات بکجه، وا و گایا بوده است. در سال ۴۰۹ میلادی او ۶ دژ، از جمله دژ دوکسان، در بخش شرقی کشور ساخت، مردم پیونگ‌یانگ را به آنجا منتقل کرد و سپس دوباره به جنوب سفر کرد. او همچنین تلاش‌هایی برای نگهداری از مقبره‌های سلطنتی پادشاهان گذشته انجام داد و وصیت‌نامه‌ای به پسرش امپراتور جانگسو سپرد تا سیستم نگهبانان مقبره را مجدداً سازماندهی و اجرا کند. به دلیل این وضعیت داخلی، سنگ یادبود گوانگ‌گه‌تو بزرگ در ستایش آن می‌نویسد:
کشور مرفه بود، مردم در صلح بودند و تمام مواد غذایی در کشور فراوان بود.— سنگ یادبود گوانگ‌گه‌تو بزرگ، 

### جزئیات تمام نبردها
امپراتور گوانگ‌گه‌تو بزرگ در تاریخ، امپراتوری بسیار موفق بود. دوران سلطنت او مرحله مهمی در توسعه گوگوریو بود. او به بویو در شمال حمله کرد و آن را مجبور به تسلیم نمود، او لیائودونگ در غرب را اشغال کرد و رؤیای بیش از دوازده نسل از امپراتوران گوگوریو را محقق ساخت؛ او بکجه را در جنوب فتح کرد و قدرت گوگوریو را به حوضه رودخانه هان آورد. در دوران سلطنت او بود که گوگوریو به اوج قدرت خود رسید. در همان دوره ژاپن باید تحت حکومت به اصطلاح پنج پادشاه وا می‌بود به دلیل نیازهای توسعه سیاسی گوگوریو و وا هر دو می‌خواستند موقعیت مسلطی در شبه‌جزیره کره ایجاد کنند و بنابراین رقابتهای سیاسی و حتی جنگهای نظامی بسیاری را آغاز کردند. از طریق مداخله نظامی امپراتور گوانگ‌گه‌تو بزرگ تلاشهای ژاپن برای به دست گرفتن کنترل شیلا بارها خنثی شد و این امر سهم مهمی در تثبیت سلطه گوگوریو بر شبه‌جزیره کره و از بین بردن نفوذ ژاپن در شبه‌جزیره کره داشت و بدین ترتیب الگوی شبه‌جزیره کره را در اوایل قرن پنجم تعیین کرد.
در سال ۳۹۵ میلادی، او شخصاً ارتش بزرگی را برای حمله به بِیلی رهبری کرد، سه قبیله را نابود کرد و ششصد یا هفتصد اردوگاه و تعداد بی‌شماری گاو، اسب و گوسفند را به غنیمت گرفت. سال بعد، او شخصاً ارتش بزرگی را برای تصرف ۵۸ شهر و ۷۰۰ روستای بکجه رهبری کرد. پادشاه بکجه هزار مرد و هزار تکه پارچه نفیس تقدیم کرد و دوباره خراجگزار گوگوریو شد. در سال ۴۰۰ میلادی، او ۵۰٫۰۰۰ پیاده‌نظام و سواره نظام را برای نجات شیلا به جنوب فرستاد و دزدان دریایی ژاپنی را شکست داد.
در سال ۳۹۲ میلادی، امپراتور گوانگ‌گه‌تو بزرگ شخصاً ارتش خود را برای حمله به بکجه رهبری کرد و ده دژ بکجه را تصرف نمود. پادشاه آشین در ابتدا قصد داشت از این فرصت برای نابودی گوگوریو استفاده کند، اما در سال ۳۹۳ میلادی توسط امپراتور گوانگ‌گه‌تو بزرگ شکست خورد. در سال ۳۹۴ میلادی، پادشاه آشین دوباره به گوگوریو حمله کرد، اما باز هم توسط امپراتور گوانگ‌گه‌تو بزرگ شکست خورد. از آنجایی که پادشاه آشین بارها توسط امپراتور گوانگ‌گه‌تو بزرگ شکست خورد، اوضاع سیاسی در بکجه شروع به ناپایداری کرد. در سال ۳۹۵ میلادی، ارتش گوگوریو به هان سونگ پایتخت بکجه رسید و ارتش بکجه را شکست داد و ۸٫۰۰۰ سرباز بکجه را کشت.
سال بعد، امپراتور گوانگ‌گه‌تو بزرگ شخصاً نیروی دریایی را برای حمله به هان سونگ از دریا و رودخانه هان هدایت کرد. امپراتور گوانگ‌گه‌تو بزرگ با شیوه حرفه‌ای به پادشاه آشین حقه زد و اورا به اشتباه انداخت، پادشاه آشین در ابتدا فکر می‌کرد که امپراتور گوانگ‌گه‌تو بزرگ قصد حمله از خشکی را دارد، بنابراین او کاملاً برای حمله گوگوریو آماده نبود. امپراتور گوانگ‌گه‌تو بزرگ به راحتی بکجه را شکست داد و ۵۸ دژ آن را تصرف کرد. پادشاه آشین تسلیم شد و برادرانش را به عنوان گروگان به امپراتور گوانگ‌گه‌تو بزرگ تحویل داد. گوگوریو سرانجام کنترل شبه‌جزیره کره را از بکجه پس گرفت.
پس از آنکه «مورونگ بائو» به تخت سلطنت هویان نشست، قدرت ملی کشور به اندازه قبل قوی نبود. نگرش دیپلماتیک خوب امپراتور گوانگ‌گه‌تو بزرگ نسبت به هویان در روزهای اولیه و منافع مسلم آن در شبه‌جزیره کره باعث شد که هویان برتری منطقه‌ای خود را به رسمیت بشناسد. با این حال، از آنجا که امپراتور گوانگ‌گه‌تو بزرگ نگرشش اتحاد با هویان نبود به گسترش قلمرو ادامه داد، رابطه بین دو طرف دچار اختلاف شد. در سال ۳۹۹ میلادی، هویان» حمله‌ای را آغاز کرد. مورونگ شنگ شخصاً ۳۰٫۰۰۰ سرباز را برای حمله رهبری کرد. در آن زمان، در مقایسه با گوگوریو، هویان هنوز مزایای خاصی داشت. اما باز هم امپراتور گوانگ‌گه‌تو بزرگ قاطعانه هویان را شکست داد.
در سال ۴۰۰ میلادی، هویان دوباره به گوگوریو حمله کرد. امپراتور گوانگ‌گه‌تو بزرگ به سرعت مقابله کرد و بیشتر سرزمین‌های اشغال شده توسط هویان را بازپس گرفت. در سال ۴۰۲ میلادی، امپراتور گوانگ‌گه‌تو بزرگ دوباره به هویان حمله کرد و ضربهٔ ویرانگری به آن وارد نمود.
در سال ۴۰۴ میلادی، امپراتور گوانگ‌گه‌تو بزرگ حمله‌ای قدرتمند آغاز کرد و کل لیائودونگ را فتح کرد.
مورونگ شی بیکار ننشست و حمله گوگوریو را تماشا نکرد. در سال ۴۰۵ میلادی، مورونگ شی از رودخانه لیائو عبور کرد تا به گوگوریو حمله کند، اما توسط امپراتور گوانگ‌گه‌تو بزرگ شکست خورد. سال بعد، هویان دوباره به گوگوریو حمله کرد، اما باز هم توسط امپراتور گوانگ‌گه‌تو بزرگ شکست خورد. دولت هویان سرانجام در سال ۴۰۷ میلادی نابود شد و ژنرال‌های هان، «فنگ با» و «فنگ هونگ»، جایگزین هویان شده و یان شمالی را تأسیس کردند.
سپس امپراتور گوانگ‌گه‌تو بزرگ حمله‌ای را علیه ژیان‌بی و خیتان واقع در مغولستان داخلی امروزی چین آغاز کرد و خیتان را مجبور به تسلیم نمود در این برهه گوگوریو شبه‌جزیره لیائودونگ را کنترل می‌کرد و در آن منطقه بنای یادبودی را ساخت. تا اواخر سده هفتم میلادی این بنا توسط نیروهای مشترک تانگ و شیلا در جریان حمله به شیلا ویران نشد، سپس بعد از آن شیلا و تانگ این بنا را از بین بردند.
در سال ۴۱۰ امپراتور گوانگ‌گه‌تو بزرگ حمله به بویوی شرقی را آغاز کرد. بویوی شرقی حریف امپراتور گوانگ‌گه‌تو بزرگ نشد و پس از شکست‌های فراوان تسلیم گوگوریو شد. امپراتور گوانگ‌گه‌تو بزرگ ۶۴ دژ و ۱۴۰۰ روستا را در بویو شرقی فتح کرد. امپراتور گوانگ‌گه‌تو بزرگ همچنین قبایل مالگال و آینو را در شمال فتح کرد و آنها را مطیع خود ساخت.
قلمرو شمالی گوگوریو درگیر درگیری بین خیتان و گوگوریو بود ثبت شده است که در سپتامبر اولین سال سلطنت امپراتور گوانگ‌گه‌تو بزرگ در سال ۳۹۲ میلادی او یک لشکر کشی شمالی علیه خیتان‌ها انجام داد، ۵۰۰ مرد و زن را اسیر کرد و همچنین ۱۰٫۰۰۰ غیرنظامی به دام افتاده را برای بازگشت استخدام کرد تا جلوی تهاجم خیتان‌ها را بگیرد و از امنیت مرز شمالی محافظت کند. در سال ۳۹۵ میلادی امپراتور گوانگ‌گه‌تو بزرگ شخصاً ارتش بزرگی را برای فتح پیلی رهبری کرد از فوشان گذشت به یانشویی رسید سه قبیله و ششصد یا هفتصد اردوگاه را نابود کرد و تعداد گاو اسب و گوسفند بی شمار بود. بیلی باید یک قبیله خیتان باشد که در کانگپینگ، فاکو و ژانگوو در غرب رودخانه لیائوهه واقع شده و توسط رودخانه لیائوهه از مرز شمالی گوگوریو جدا شده است. باستان شناسان بر این باورند که شهر کوهستانی شیتایزی در کرانه شمالی مخزن چیپانشان در قسمت بالایی رودخانه پوهه در شمال شرقی شنیانگ، قرار دارد.
شهر کوهستانی کوئیچنبائو در کرانه شمالی رودخانه شونهه در جنوب شرقی شهر تیلینگ و شهر کوهستانی نگزیشان در کرانه راست رودخانه لیانگشویی نیانیان مطالب ساخه ای از رودخانه چینگهه در شهرستان شیفنگ، شهرهای کوهستانی هستند که همگی توسط گوانگ‌گه‌تو بزرگ تصرف شدند.
در سال ۴۰۰ میلادی، شیلا به دلیل حمله اتحاد بکجه، وا و گایا، از گوگوریو درخواست کمک کرد. در همان سال، امپراتور گوانگ‌گه‌تو بزرگ ۵۰٫۰۰۰ سرباز را برای شکست دادن وا و گایا فرستاد. شیلا و گایا دست نشانده گوگوریو شدند. در سال ۴۰۱ میلادی، امپراتور گوانگ‌گه‌تو بزرگ، کیم شیلسونگ شاهزاده شیلا را که توسط گوگوریو گروگان گرفته شده بود، به عنوان نشانه‌ای از دوستی به شیلا بازگرداند. با این حال، ارتش گوگوریو از شیلا عقب‌نشینی نکرد و به کنترل شیلا ادامه داد.
در طول سلطنت امپراتور گوانگ‌گه‌تو بزرگ، بخش جنوبی شبه‌جزیره کره از تهاجم پادشاهی وا در امان ماند. با افزایش تعداد مهاجران به سرزمین اصلی ژاپن، سفیر آچی تلاش کرد تا از طریق دریا با دودمان‌های سرزمین اصلی چین روابط دیپلماتیک برقرار کند و کشتی‌های دیپلماتیک او به سمت دودمان جین شرقی حرکت کردند. امپراتور گوانگ‌گه‌تو بزرگ بارها کشتی‌های جنگی را برای رهگیری آنها در دریا فرستاد و آنان را قاطعانه شکست داد.
در سال ۴۰۹ میلادی، در پاییز ماه هفتم سال شش شهر از جمله دونگدوکسان ساخته شد و مردم پیونگ‌یانگ به مکان‌های دیگری منتقل شدند؛ در ماه هشتم، امپراتور گوانگ‌گه‌تو به سفری به جنوب رفت. دژ هاکسونگسان در شهرستان آنبیون (استان گانگوون امروزی)، یکی از شش شهری است که توسط امپراتور گوانگ‌گه‌تو بزرگ ساخته شده است. مکانی که امپراتور گوانگ‌گه‌تو بزرگ در سفر خود به جنوب به آنجا رفت، محل سابق «دونگ یه» بود که اکنون استان گانگوون نامدارد است.
در سال ۳۹۹، بکجه و وا به‌طور مشترک به شیلا حمله کردند. سیلا از گوگوریو کمک خواست.
در سال ۴۰۰ میلادی، گوگوریو قبیله وا را از شیلا و بخش جنوبی شبه جزیره کره بیرون راند.
در سال ۴۰۴، گوگوریو بار دیگر دزدان دریایی ژاپنی را که از دریا حمله کرده بودند، شکست داد.
در سال ۴۱۴، پادشاه جانگسو ستون یادبود گوانگ‌گه‌تو را برای ثبت دستاوردهای خود برپا کرد. این امر اطلاعات ارزشمندی را برای نسل‌های آینده فراهم می‌کند تا تاریخ را درک کنند. با این حال، ستون یادبود پادشاه گوانگ‌گه‌تو رویدادهای زیر را نیز در رابطه با وا ثبت کرده است.
پس از به تخت نشستن پادشاه گوانگ‌گه‌تو نبرد برای برتری در شبه جزیره کره دوباره آغاز شد نبرد در این دوره را می‌توان تقریباً به دو مرحله تقسیم کرد مراحل اولیه و مراحل پایانی مرحله اول هنوز عمدتاً رویارویی بین گوگوریو و باکجه بود در ماه ژوئیه سالی که او به تخت سلطنت نشست (۳۹۱) پادشاه گوانگ‌گه‌تو به جنوب لشکرکشی کرد و بیش از ده شهر باکجه را فتح کرد و جنگ بین گوگوریو و باکجه را دوباره شعله‌ور ساخت. در اکتبر همان سال شهر مهم از باکجه دوباره تصرف شد. این نبرد تعادل بین دو طرف را برهم زد و حتی نقطه ضعف قبلی گوگوریو را از بین برد. از آن به بعد، کفه ترازوی جنگ به نفع گوگوریو سنگین شد. در ماه اوت دومین سال سلطنت پادشاه گوانگ‌گه‌تو (۳۹۲) باکجه به جنوب حمله کرد و پادشاه به ژنرال‌هایش دستور داد تا آن را دفع کنند؛ در ژوئیه سال سوم (۳۹۳)، باکجه حمله کرد و پادشاه ۵۰۰۰ سواره نظام زبده را برای شکست دادن آن رهبری کرد و قاطعانه بکجه را شکست داد و مهاجمان باقیمانده شبانه فرار کردند، در اوت سال چهارم (۳۹۴) پادشاه با بکجه در کنار رودخانه پائه جنگید و آن را شکست داد و بیش از ۸۰۰۰ اسیر گرفت. در سال ششم (۳۹۶) پادشاه گوانگ‌گه‌تو شخصاً نیروی دریایی را برای حمله به کشور باقی مانده رهبری کرد… و ۵۸ شهر و ۷۰۰ روستا را تصرف کرد. او برادر پادشاه و ده وزیر باقی مانده را دستگیر کرد و به پایتخت بازگشت. پس از چندین نبرد بکجه ضربه سنگینی را متحمل شد. از آن به بعد گوگوریو برتری نظامی مطلق خود را در شبه جزیره کره برقرار کرد و این برتری را تا زمان انقراض خود حفظ کرد با قضاوت بر اساس اسناد و مدارک تاریخی باستانی موجود مانند کتیبه‌های روی لوح‌های برنزی و سنگی از چین کره جنوبی و ژاپن هیچ فرد یا سرباز ژاپنی در جنگ لیجی قبل از دهمین سال سلطنت پادشاه گوانگ‌گه‌تو ۴۰۰ میلادی حضور نداشته است؛ یعنی در این دوره هدف اصلی تهاجم ژاپن سیلا بود که نسبتاً به آن نزدیک بود اگرچه تمام تلاش خود را کرد تا از جنگ لیجیانگ برای اعمال فشار سیاسی بر بکجه استفاده کند اما هنوز مستقیماً نیروهایی را برای مداخله در جنگ بین گوگوریو و بکجه اعزام نکرده بود.
در مرحله دوم، جنگ گئونگ‌زی در دهمین سال سلطنت پادشاه گوانگ‌گه‌تو (۴۰۰) آغاز جنگ با ژاپن را رقم زد. در آن سال، ژاپن از سال‌های جنگ بین گوگوریو و باکجه برای تشدید تهاجم خود به شیلا استفاده کرد. شدت عملیات نظامی آن به سطح بی‌سابقه‌ای رسیده بود. ژاپنی‌ها مرز (سیلا) را پر کردند، به شهرها هجوم آوردند و مردم را به بردگی گرفتند. به دلیل بحران ملی، پادشاه نِمول از شیلا مجبور شد از گوگوریو درخواست کمک کند. پادشاه گوانگ‌گه‌تو از این فرصت برای گسترش نفوذ سیاسی گوگوریو استفاده کرد، بنابراین به درخواست گوگوریو، نیروهایی را برای نجات شیلا فرستاد. در این نبرد، ژاپنی‌ها شکست خوردند و ارتش ژاپن در سیلا منهدم شد. از این نقطه به بعد، ژاپن شروع به درگیری نظامی مستقیم با گوگوریو کرد. در چهاردهمین سال سلطنت پادشاه گوانگ‌گه‌تو (۴۰۴)، ژاپنی‌ها به مرز دایفانگ حمله کردند. وانگ چوانگ می‌خواست تانگ چی را متوقف کند، اما دزدان دریایی ژاپنی شکست خوردند و تعداد بی‌شماری از آنها کشته شدند. در هفدهمین سال (۴۰۷)، پادشاه گوانگ‌گه‌تو «به ۵۰٬۰۰۰ پیاده‌نظام و سواره نظام دستور داد. ارتش سلطنتی در نبردی گسترده جنگید و تمام دشمنان را کشت. آنها بیش از ۱۰٬۰۰۰ زره و تدارکات و تجهیزات نظامی بی شماری را به غنیمت گرفتند. پادشاه گوانگ‌گه‌تو به منظور تنبیه بکجه به دلیل اتحاد مخفیانه‌اش با ژاپن، بار دیگر نیروهایی را برای جنگ علیه بکجه و ارتش ژاپن به جنوب فرستاد و ضربه سنگین دیگری به آنها وارد کرد. در این دوره، ژاپن شروع به مداخله مستقیم در مبارزات نظامی در شبه جزیره کره کرد. با این حال، پس از چندین حمله از سوی پادشاه گوانگ‌گه‌تو از گوگوریو، شکست‌های پی در پی را متحمل شد و نتوانست جایگاهی در شبه جزیره کره به دست آورد.
اتحاد بکجه با وا یک استراتژی سیاسی بود که آن را اتخاذ کرد، زیرا در جنگ علیه گوگوریو برتری خود را از دست داده بود. از اواسط قرن چهارم، بکجه و گوگوریو اساساً برتری نظامی خود را در مبارزه برای قلمرو و هژمونی حفظ کرده بودند تا اینکه پادشاه گوانگتو به تخت سلطنت نشست. در جنگ شش ساله از سینمائو (۳۹۱) تا بینگشن (۳۹۶)، پادشاه گوانگ‌گه‌تو زوال گوگوریو را از بین برد و موازنه جنگ را به نفع خود تغییر داد. پادشاه آسین از باکجه «هزار مرد و زن و هزار تکه پارچه نفیس پیشکش کرد» و مجبور شد قسم بخورد که «از این به بعد، برای همیشه برده خواهم بود». برای ادامه جنگ برای هژمونی، روابط دیپلماتیک با ژاپن برقرار شد که سخت تلاش می‌کرد در شبه جزیره دخالت کند. از مدخل مربوط به پادشاه آسین در «سوابق سه پادشاهی: وقایع‌نگاری بکجه»، می‌دانیم که در ماه مه سال بینگشن (۳۹۶)، بکجه شروع به تشکیل اتحاد با واکرد و شاهزاده خود، چئونجی، را به عنوان گروگان به وا فرستاد.
دو کشور ژاپن و بکجه پس از شورش در وا در ۴۰۰ میلادی، روابط دیپلماتیک برقرار کردند و یک اتحاد سیاسی و نظامی منعقد نمودند. در نهمین سال سلطنت پادشاه گوانگ‌گه‌تو (۳۹۹)، گوگوریو متوجه شد که «بایکان سوگند خود را نقض کرده و با ژاپنی‌ها صلح کرده است». در حالی که پادشاه گوانگ‌گه‌تو در حال بازرسی از پیونگ یانگ بود، پادشاه نئمول از شیلا فرستاده‌ای فرستاد تا به پادشاه گوانگ‌گه‌تو گزارش دهد که ژاپنی‌ها مرزهای خود (سیلا) را اشغال کرده‌اند، به شهرها حمله کرده‌اند و از بردگان به عنوان غیرنظامی استفاده می‌کنند. شیلا چاره‌ای جز بازگشت به پادشاه و درخواست کمک» از پادشاه گوانگتو نداشت. شاه گوانگ‌گه‌تو مهربان بود و وفاداری او را ستود، بنابراین فرستاده‌ای فرستاد تا نقشه پنهانی را به او بگوید. این نشان می‌دهد که شیلا به دلیل شرایط مجبور به تسلیم شدن در برابر گوگوریو شده بود و پادشاه گوانگتو نیز موافقت کرد که به شیلا در جنگ علیه ژاپنی‌ها کمک کند. به دلیل ضربه سنگینی که در سال قبل از بینگشن (۳۹۶) به بکجه وارد شده بود، جبهه لیجیانگ نسبتاً پایدار بود و پادشاه گوانگتو توانست دستان خود را برای حمایت از شیلا آزاد کند. در دهمین سال سلطنت پادشاه گوانگتو، سال چنگ‌زی (۴۰۰)، او ارتشی متشکل از ۵۰٬۰۰۰ پیاده‌نظام و سواره نظام را برای نجات شیلا فرستاد. این نبرد به وضوح در کتیبه پادشاه گوانگتو شرح داده شده است.
در دهمین سال سلطنت چنگزی، او به ۵۰٬۰۰۰ پیاده‌نظام و سواره نظام دستور داد تا شیلا را نجات دهند. از شهر نانجو گرفته تا شهر سیلا، ژاپنی‌ها همه جا بودند. به محض رسیدن نیروهای دولتی، دزدان دریایی ژاپنی عقب‌نشینی کردند. آنها آنها را از وابی تا شهر رناگارا تعقیب کردند و شهر بلافاصله تسلیم شد. سربازان پادگان آنلو شهر شیلا را تصرف کردند. یانچنگ پر از ژاپنی است. ژاپنی‌ها شکست خوردند و نوزده نفر از مردم شهر از پیروی از آنها خودداری کردند. سربازان پادگان آنلو شهر را پر کردند. آنها کسانی بودند که
در این نبرد، گوگوریو سه بار با ارتش ژاپن جنگید و هر بار پیروز شد. با شروع لشکرکشی گِنگ‌زی در دهمین سال سلطنت پادشاه گوانگتو (۴۰۰)، ژاپن و گوگوریو یک رویارویی نظامی مستقیم را آغاز کردند. اما نتیجه جنگ باعث شد ژاپن ثمره تلخ شکست را متحمل شود و همچنین به قدرت گوگوریو پی ببرد. با درس‌هایی که از شکست لشکرکشی چنگزی گرفته شد، ژاپن به تدریج به روشنی دریافت که بزرگ‌ترین مانع برای حمله به شیلا، نه باکجه، بلکه گوگوریو قدرتمندتر است؛ بنابراین، حذف گوگوریو، این مانع بزرگ، فوری‌ترین استراتژی ژاپن است. از این طریق، ژاپن به‌طور فعال روابط خود را با بکجه تقویت کرد. پس از شورش در وا، تبادلات بین ژاپن و بکجه نزدیک‌تر شد. در ماه مه یازدهمین سال سلطنت پادشاه آسین (۴۰۱)، فرستادگانی برای درخواست مرواریدهای بزرگ به وا فرستاده شدند. در فوریه سال دوازدهم (۴۰۲)، فرستادگانی از وا رسیدند و پادشاه با سخاوت فراوان از آنها استقبال و تبریک گفت. این امر اتحاد بیشتر بین دو کشور را تثبیت کرد. پس از تقریباً چهار سال آماده‌سازی دقیق، دربار یاماتو تلاش کرد تا انتقام تحقیر شورش در وا را بگیرد؛ بنابراین در سال جیاچن (۴۰۴)، ابتکار عمل را برای حمله به دست گرفت و با بکجه متحد شد تا به منطقه شهرستان دایفانگ در جنوب گوگوریو حمله کند.
(در چهاردهمین سال سلطنت پادشاه گوانگ‌گه‌تو (۴۰۴)، ژاپنی‌ها شورش کردند و به مرز دایفانگ حمله کردند. آنها به سربازان باقی مانده در شیچنگ پیوستند و کشتی‌هایشان را به شهر متصل کردند. پادشاه گوانگ‌گه‌تو سربازان را برای جنگ با آنها رهبری کرد و در پینگ‌رانگ با آنها روبرو شد. پادشاه گوانگ‌گه‌تو نیروهایش را برای رهگیری و از پا درآوردن دزدان دریایی ژاپنی رهبری کرد. دزدان دریایی ژاپنی شکست خوردند و تعداد بی‌شماری از آنها کشته شدند.
با این حال، پادشاه گوانگ‌گه‌تو بار دیگر ضربه سنگینی به اتحاد وا-جی وارد کرد. این شکست باعث شد دو کشور متوجه شوند که برای مقابله و از بین بردن گوگوریو قدرتمند، باید با هم متحد شوند و یک اتحاد سیاسی و نظامی پایدار تشکیل دهند. در چهاردهمین سال سلطنت پادشاه گوانگ‌گه‌تو (۴۰۴)، نیروهای باقیمانده واتونگ به دایفانگ حمله کردند. در سال بعد (۴۰۵)، پادشاه آسین از باکجه درگذشت و ولیعهد چئونجی از آسین که در وا گروگان گرفته شده بود، به کشور خود بازگشت و «در حالی که پادشاه وا توسط صد سرباز اسکورت می‌شد» بر تخت سلطنت نشست. این دو رویداد، تأسیس رسمی اتحاد وا-جی را رقم زدند. اگرچه پس از آن هیچ سابقه‌ای از جنگ بین لی و ژاپن در ستون یادبود پادشاه گوانگ‌گه‌تو وجود ندارد، اما همچنان می‌توانیم ادامه جنگ را از کتاب سامگوک ساگی: وقایع‌نگاری باکجه مشاهده کنیم. در چهارمین سال سلطنت سیلسئونگ، پادشاه شیلا (۴۰۵)، «در آوریل تابستان، سربازان ژاپنی به قلعه میونگهوا حمله کردند، اما بدون موفقیت بازگشتند. در سال ششم (۴۰۷)، در ماه مارس بهار، ژاپنی‌ها به شرق حمله کردند و در ژوئن تابستان، دوباره به جنوب هجوم آوردند. می‌توان مشاهده کرد که ژاپن پس از دو بار شکست خوردن از گوگوریو، هنوز از آزار و اذیت شیلا دست نکشیده بود و در این زمان شیلا هنوز باید به حمایت گوگوریو متکی می‌بود. در یازدهمین سال سلطنت پادشاه سیلسئونگ، ژاپنی‌ها با شاهزاده نائمول صلح کردند و او را در گوگوریو گروگان گرفتند. این نشان دهنده رابطه نزدیک وا و سیلا در آن زمان است.
پس از ۲۲ سال جنگ و مدیریت توسط پادشاه گوانگ‌گه‌تو، او بکجه و شیلا را مجبور کرد تا سلطه منطقه‌ای او را به رسمیت بشناسند، موقعیت غالب گوگوریو را در شبه جزیره کره تثبیت کرد و تلاش‌های متعدد ژاپن برای حمله به شیلا و دخالت در شبه جزیره را دفع کرد. در بیست و دومین سال سلطنت پادشاه گوانگ‌گه‌تو (۴۱۲)، پادشاه گوانگ‌گه‌تو درگذشت و جنگ برای برتری بین گوگوریو و ججو موقتاً فروکش کرد. تا نیم قرن بعد، گوگوریو دوباره به سمت جنوب حرکت کرد و جنگ را از سر گرفت. در یازدهمین سال سلطنت پادشاه گوانگ‌گه‌تو (۴۰۱)، پادشاه گوانگ‌گه‌تو شاهزاده شیلا، سیلسونگ، را که توسط گوگوریو بازداشت شده بود، به عنوان نشانه‌ای از دوستی به شیلا بازگرداند. با این حال، ارتش گوگوریو از شیلا عقب‌نشینی نکرد و به کنترل شیلا ادامه داد. در طول سلطنت پادشاه گوانگ‌گه‌تو، بخش جنوبی شبه جزیره کره از تهاجم امپراتوری وا در امان ماند. با افزایش تعداد مهاجران به سرزمین اصلی ژاپن، سفیر آچی تلاش کرد تا از طریق دریا با سلسله‌های سرزمین اصلی چین روابط دیپلماتیک برقرار کند و کشتی‌های دیپلماتیک او به سمت سلسله جین شرقی حرکت کردند. کشتی‌های جنگی فرستاده شده توسط پادشاه گوانگ‌گه‌تو بارها در دریا رهگیری شدند.

## گسترش بودیسم
گوانگ‌گه‌تو بزرگ، به امور داخلی کشور رسیدگی‌های زیادی انجام داد، و از همین رو در سال سوم پادشاهی(۳۹۳)، ۹ معبد از جمله معبد کوانگ‌بوپسا در پیونگ یانگ ساخت، و تا حد بسیاری به گسترش بودسیم مانند عمویش پادشاه سوسوریم پرداخت. در آن زمان، معابد صرفاً سازه‌های بودایی مانند امروز نبودند، بلکه مانند جویبو و دبی‌وون معباد گوریو، در مدیریت رفاه اجتماعی نیز نقش داشتند.

## رِوایش جا‌به‌جایی پایتخت
بسیاری از مردم بر این باورند که امپراتور جانگسو انتقال پایتخت به پیونگ‌یانگ را آماده و اجرا کرد، اما سوابق نشان می‌دهد که انتقال پایتخت به پیونگ‌یانگ در زمان سلطنت امپراتوری گوانگ‌گه‌تو بزرگ در حال آماده شدن بوده است. گوانگ گه‌تو بزرگ معابد زیادی در پیونگ‌یانگ ساخت،  و در متونی از جمله سنگ یادبود گوانگ‌گه‌تو بزرگ نشان میدهد، وی بارها به پیونگ‌یانگ سفر کرده و از آنجا دیدن، و مقدمات جا‌به‌جایی پایتخت را فراهم کرده است، از این رو است که می‌توان گفت، برنامه‌ریزی و فراهم ساختن شرایط برای جابه‌جایی پایتخت، مربوط به گوانگ‌گه‌تو بزرگ است.

## مرگ و برماند
بعد از درگذشت امپراتور بزرگ، گوانگ‌گه‌تو پسر ارشد و لایقش جانگسو جانشین او شد که تا ۹۸ سالگی به مدت ۷۹ سال بر گوگوریو حکومت کرد و کشور را به امپراتوری بزرگ و بسیار قدرتمندی مبدل کرد.
در سامگوک ساگی، ثبت شده است که او در دهمین ماه تقویم قمری در سال ۴۱۳ درگذشت، اما با استفاده از روش تقویمی سنگ یادبود گوانگ‌گه‌تو بزرگ، به صورت معکوس، سال درگذشتن گوانگ‌گه‌تو بزرگ ۴۱۲ خواهد بود.
بر اساس سابقه موجود در جلد ۱۹ فصل ۷ سالنامه گوگوریو از سامگوک ساگی که بیان می‌کند پدر امپراتور مونجامیونگ، پسر عمویی به نام «گو سونگچو» داشته است می‌توانیم بدانیم که امپراتور گوانگ‌گه‌تو بزرگ شاهزاده‌ای غیر از امپراتور جانگسو داشته است، و جانگسو فرزند بزرگترش بوده است.

## در فرهنگ عامه
- بازی شده توسط «یو سونگهو» و «به یونگجون» در مجموعه تلویزیونی سال ۲۰۰۷ ام‌بی‌سی، «افسانه»
- بازی شده توسط «لی ته‌گون» در مجموعه تلویزیونی سال ۲۰۱۱–۲۰۱۲ کی‌بی‌اس۱، «گوانگ‌گه‌تو فاتح بزرگ»[۳۷]
- این نقش توسط لی دو-یوب در سریال مستند «وقایع‌نگاری کره» محصول ۲۰۱۷ شبکه کی‌بی‌اس۱ به تصویر کشیده شده است.

## نگارخانه

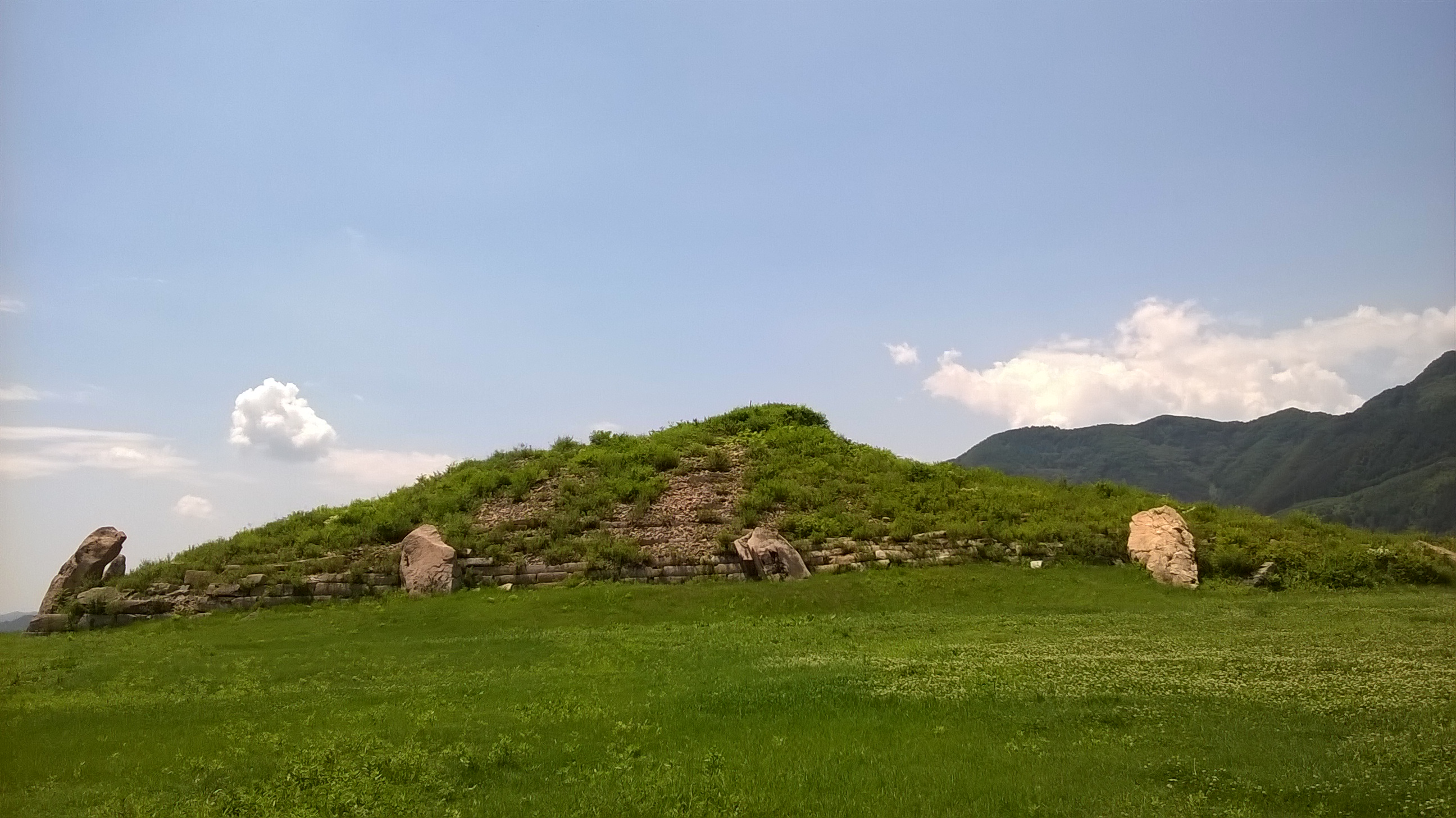
نمایی از آرامگاه امپراتور گوانگ‌گه‌تو بزرگ
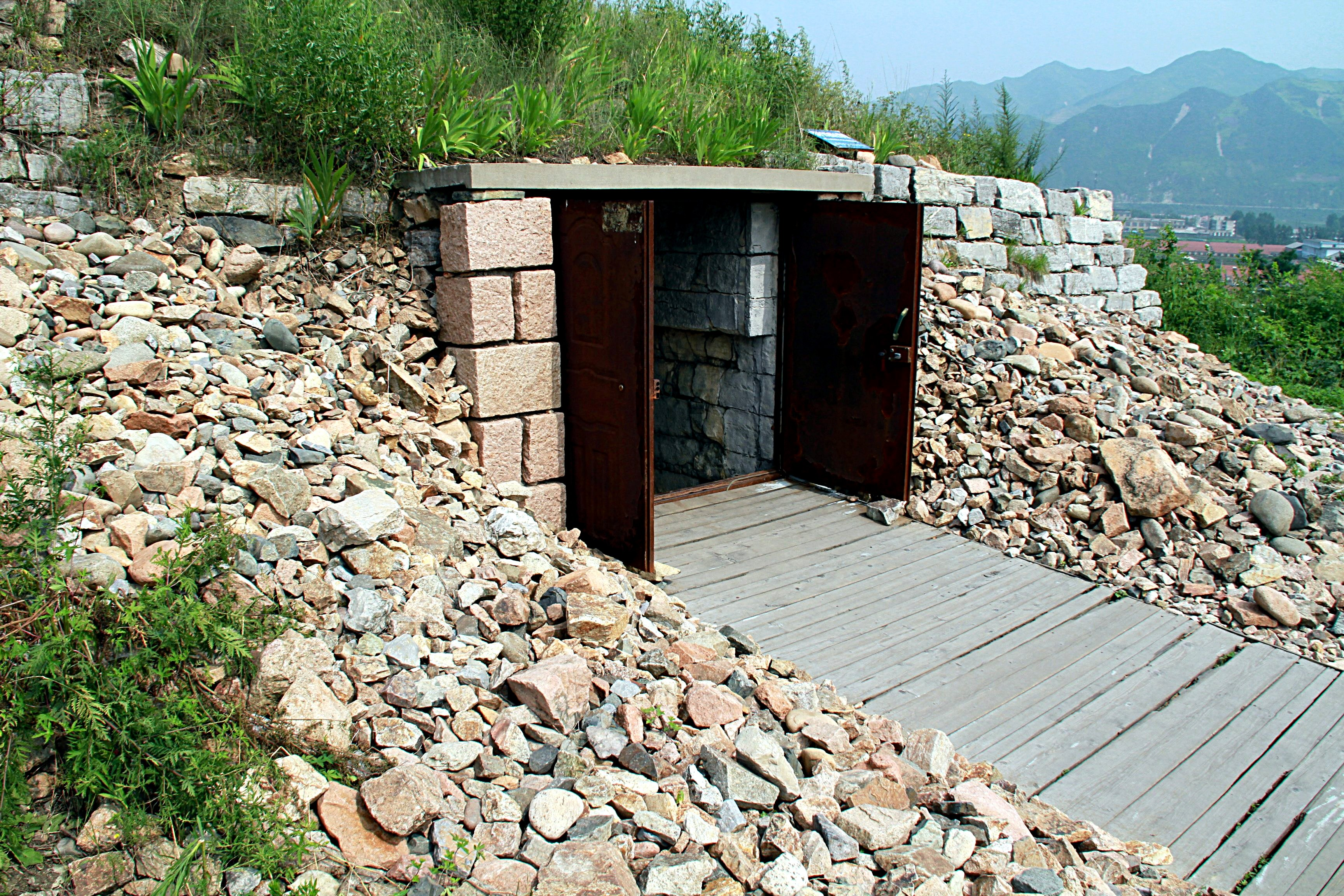
در ورودی آرامگاه امپراتور گوانگ‌گه‌تو بزرگ
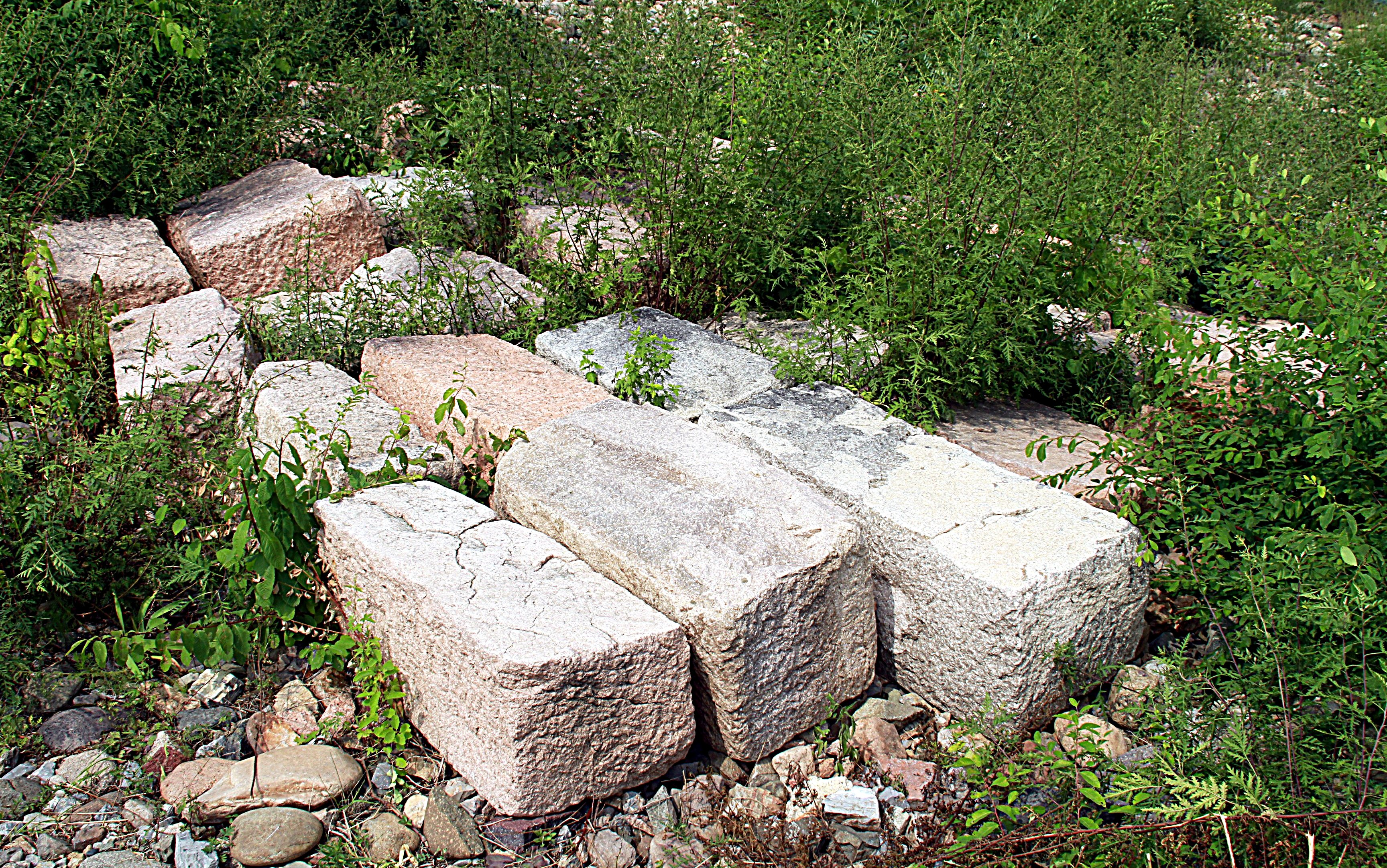
سنگ‌های آرامگاه امپراتور گوانگ‌گه‌تو بزرگ
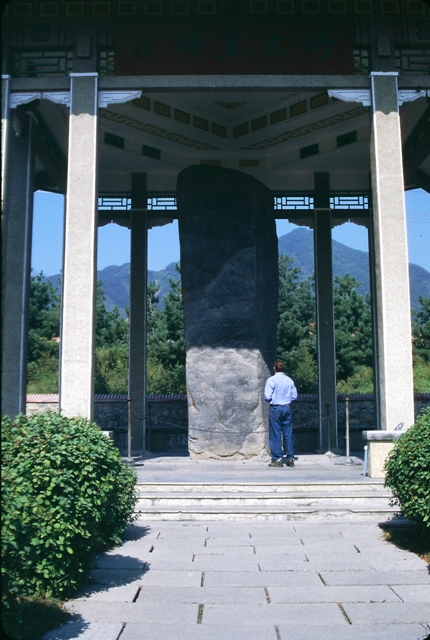
نمایی از سنگ یادبود امپراتور گوانگ‌گه‌تو بزرگ
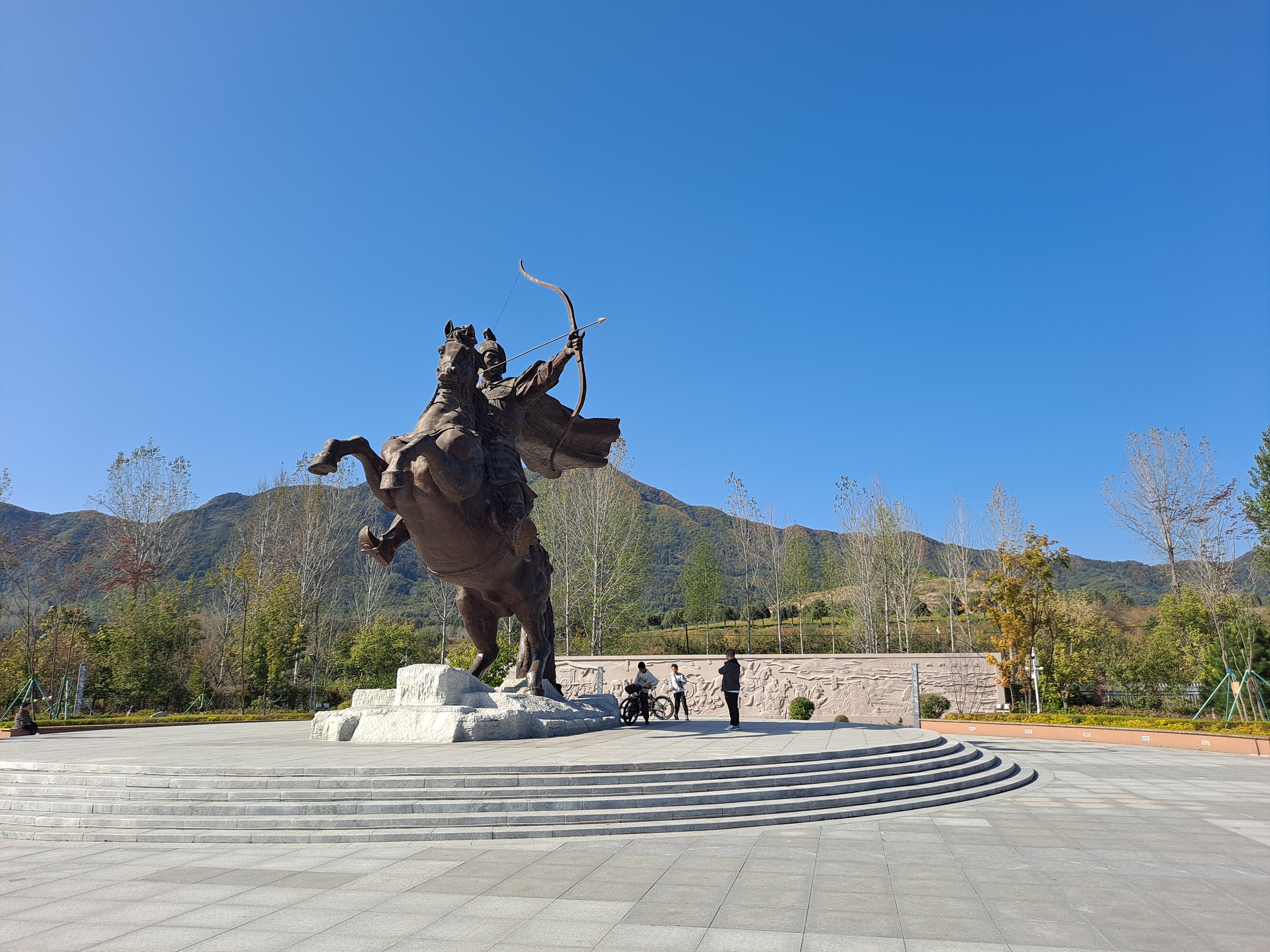
مجسمه امپراتور گوانگ‌گه‌تو بزرگ در شهر تونگ‌هوا چین
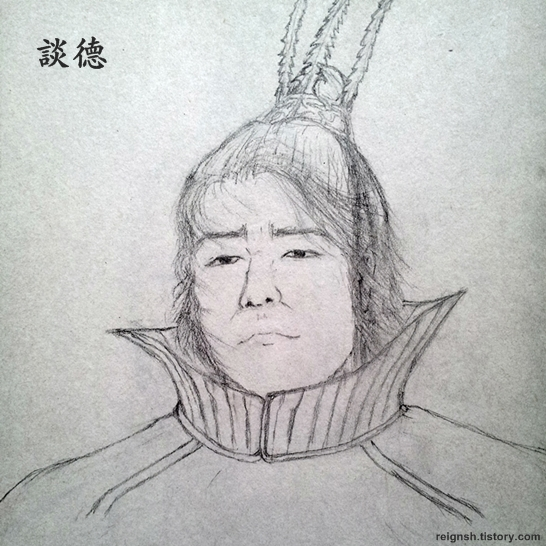
پرتره‌ای از امپراتور گوانگ‌گه‌تو بزرگ
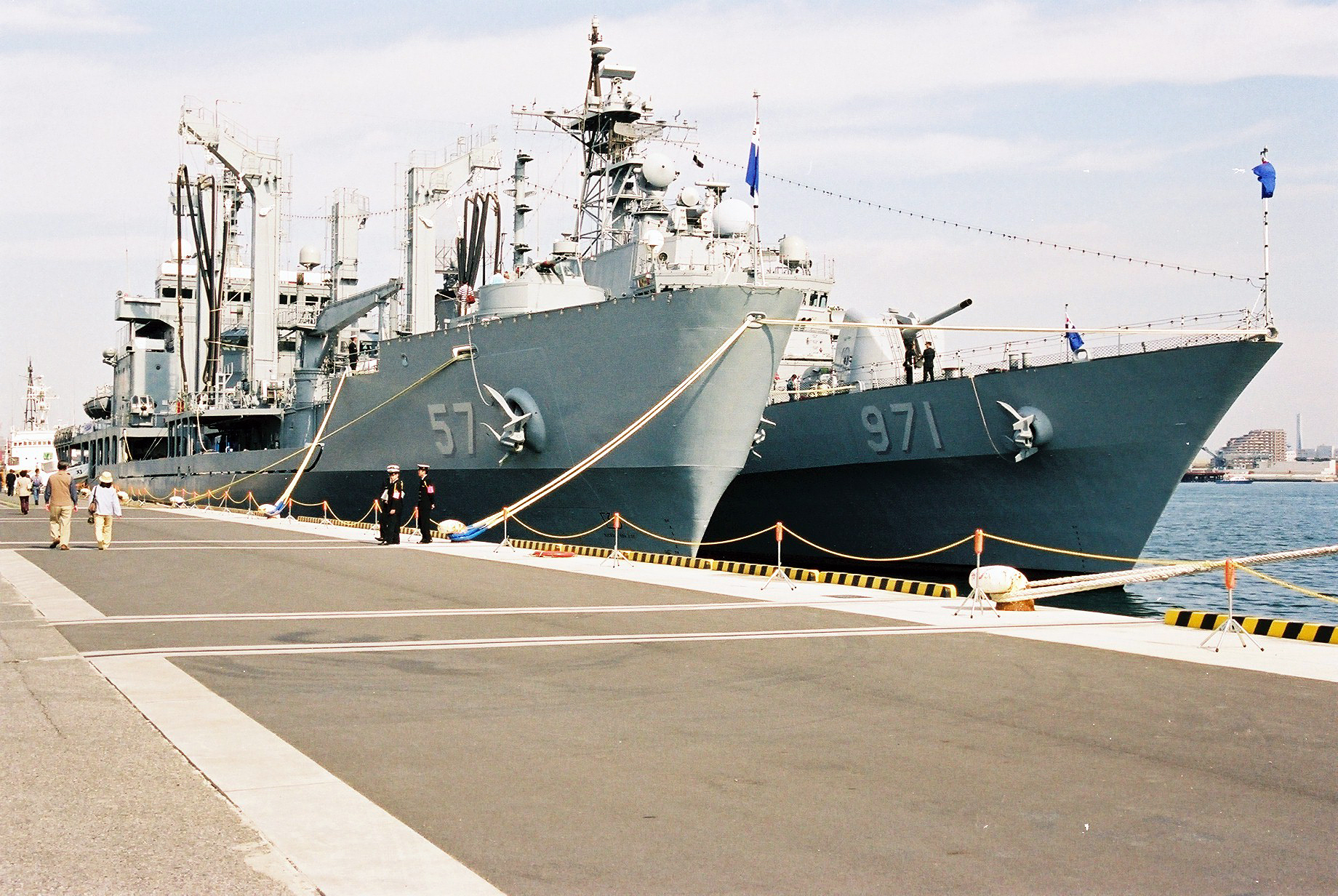
ناوشکن کلاس امپراتور گوانگ‌گه‌تو بزرگ نیروی دریایی کره جنوبی
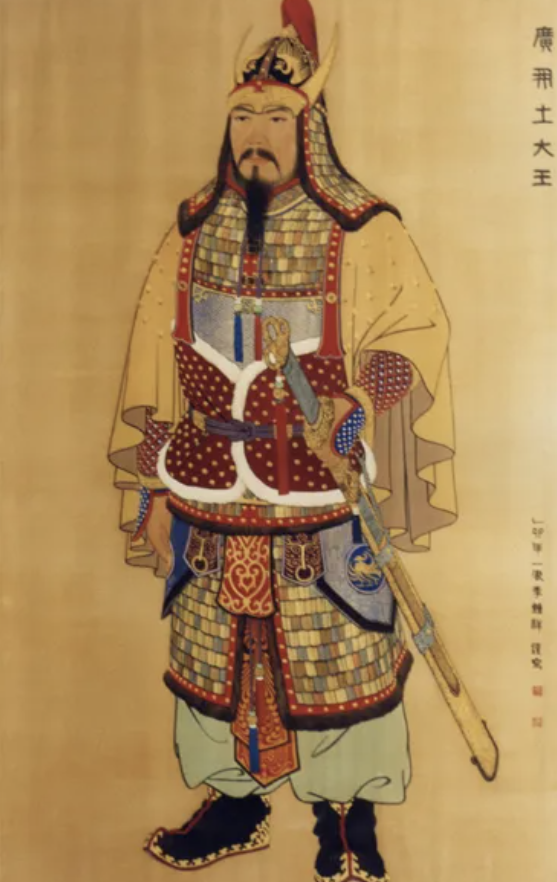
پرتره‌ای از امپراتور گوانگ‌گه‌تو بزرگ
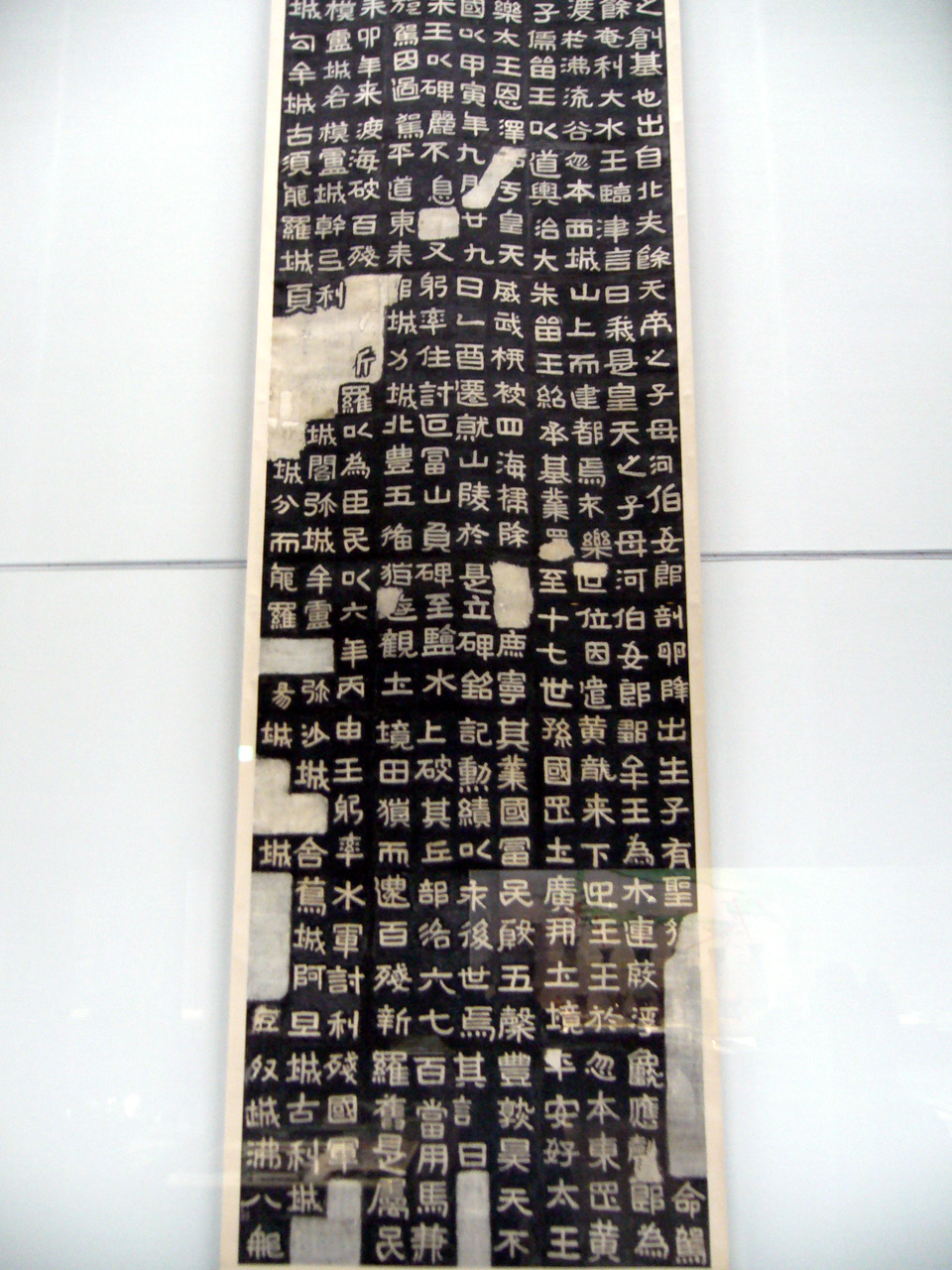
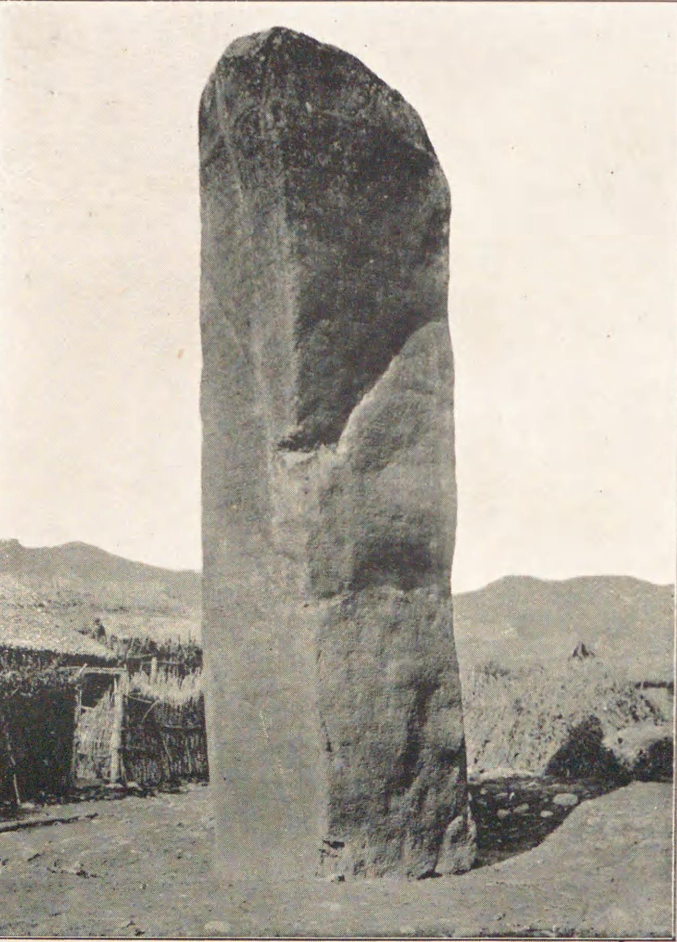
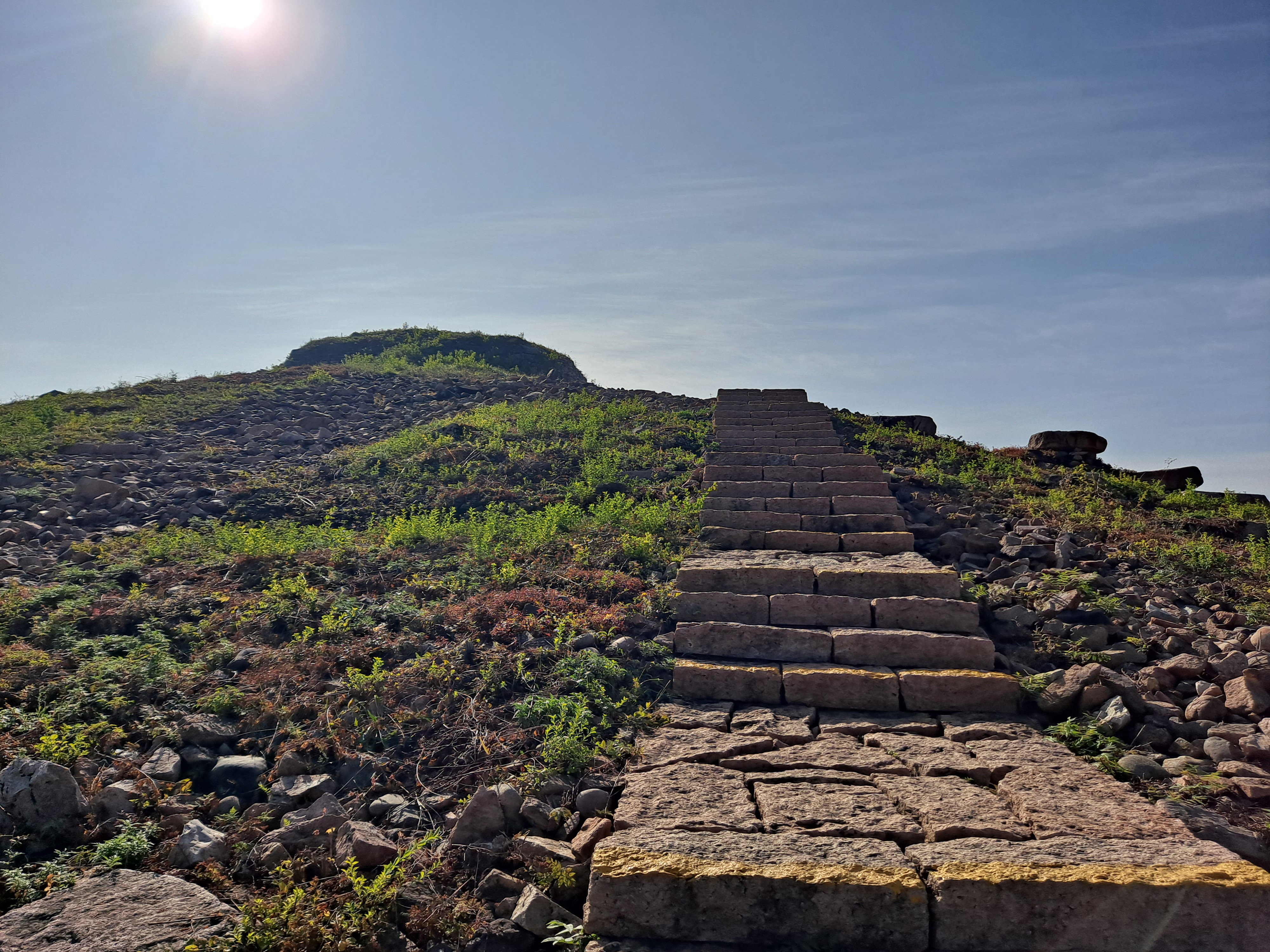
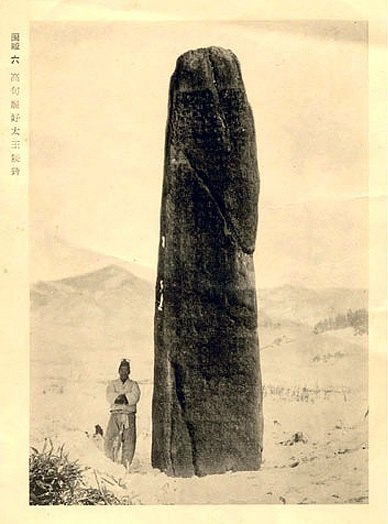
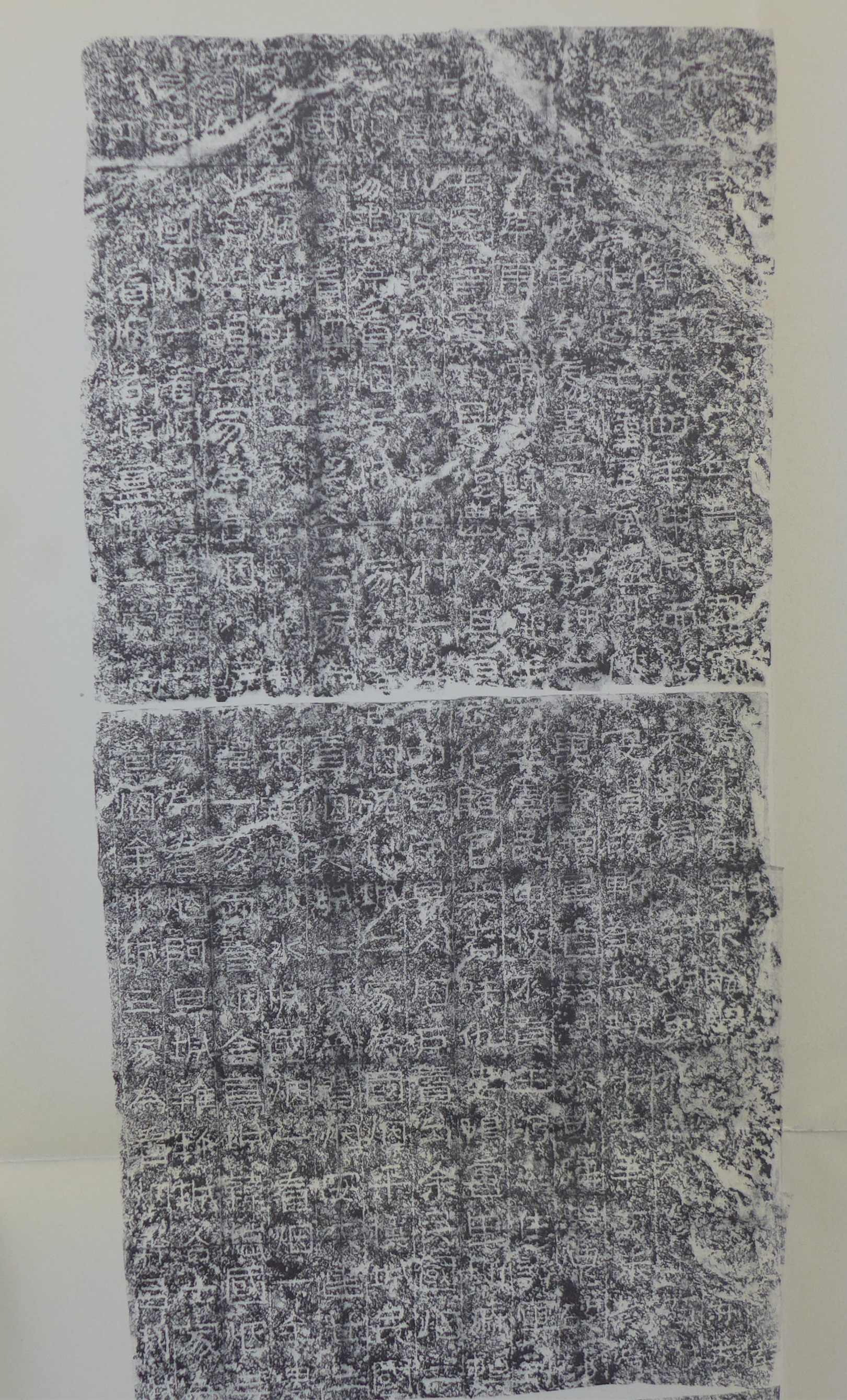
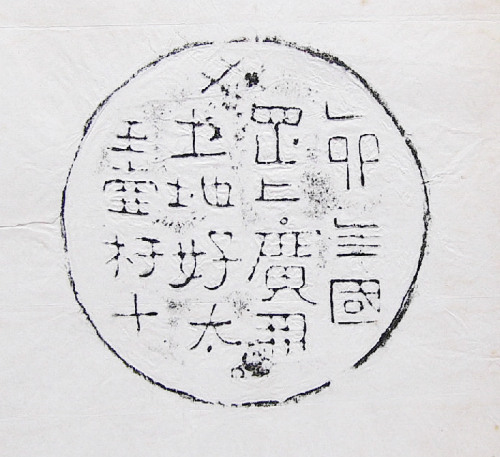
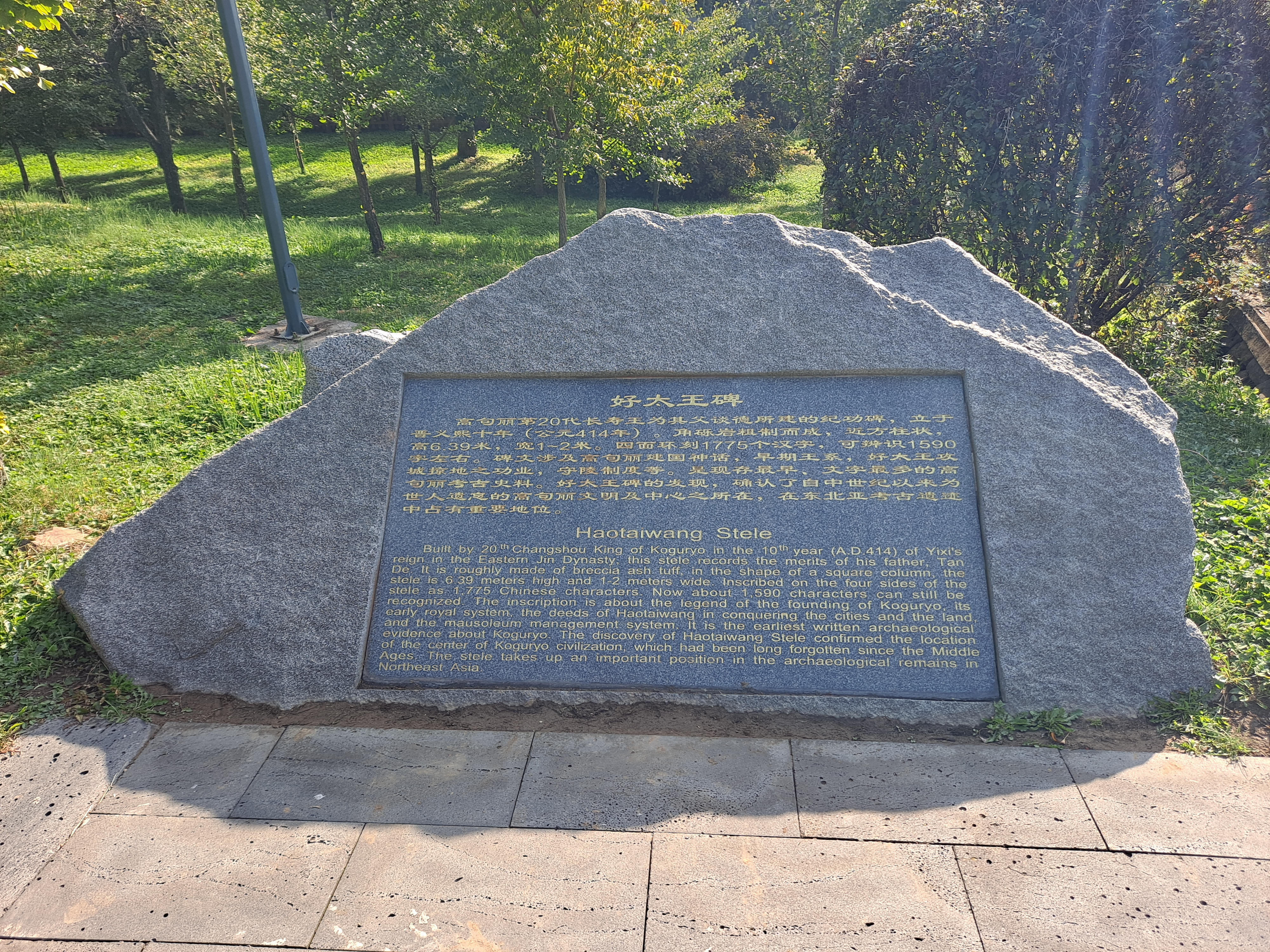
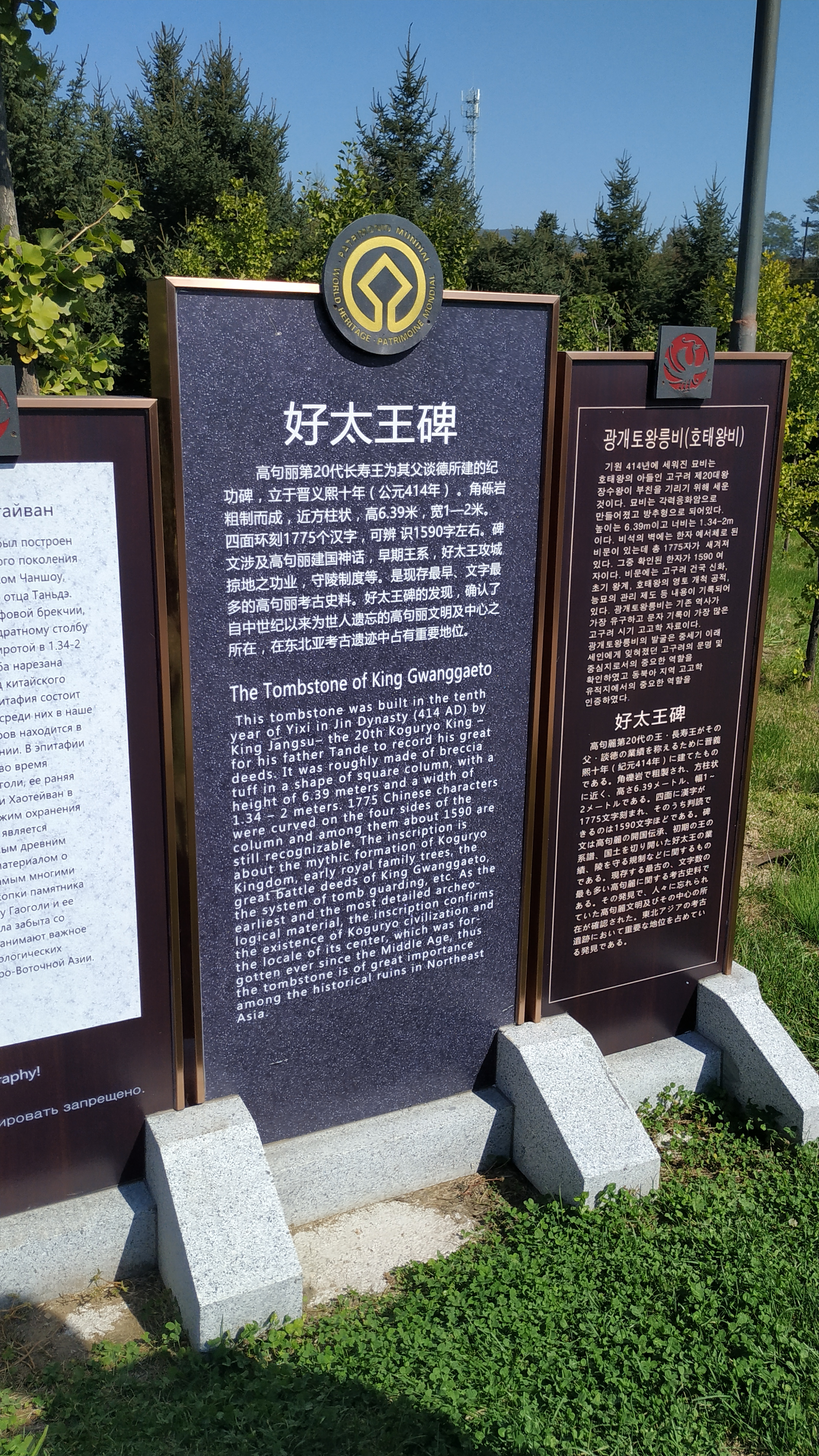
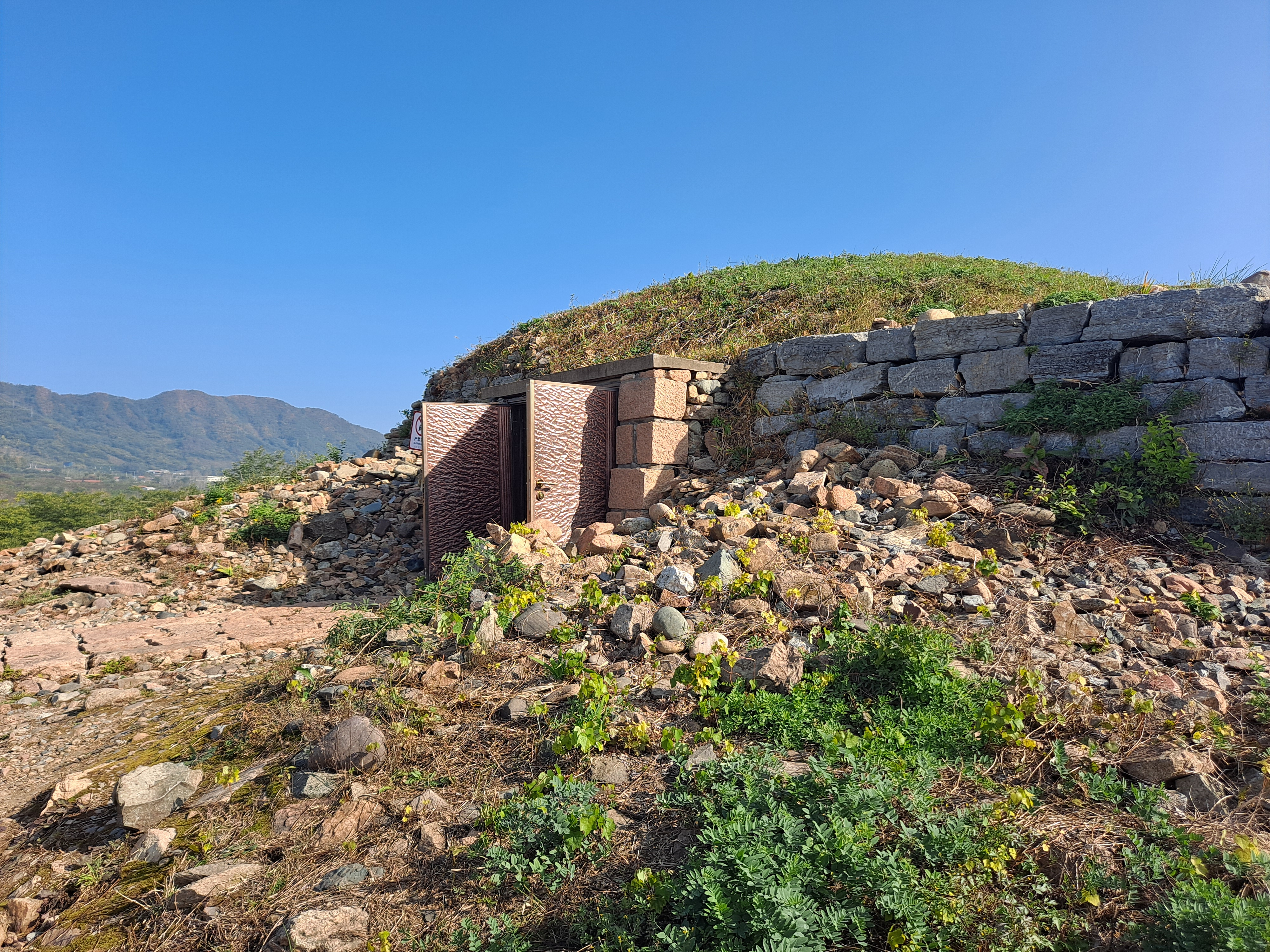
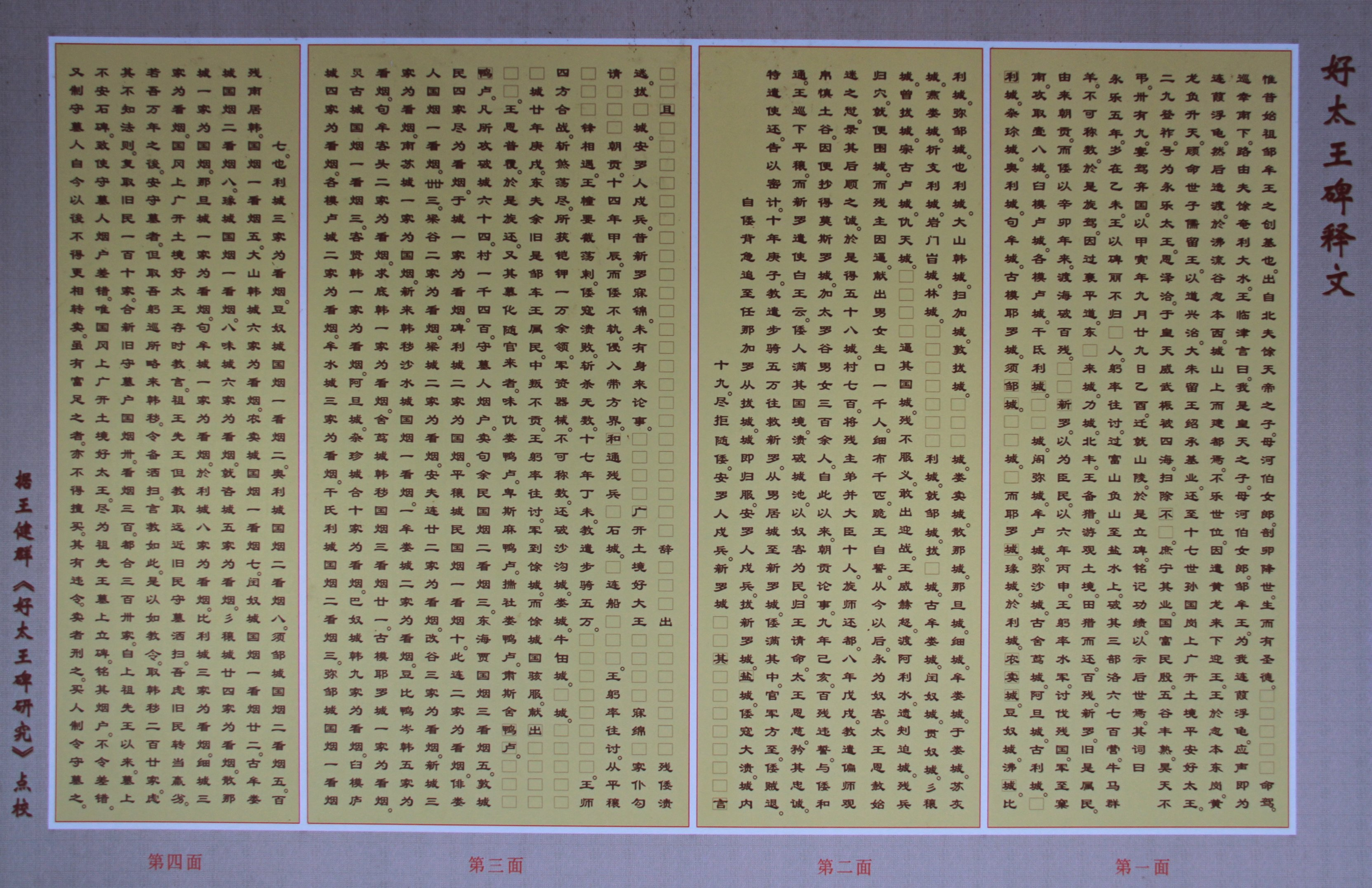
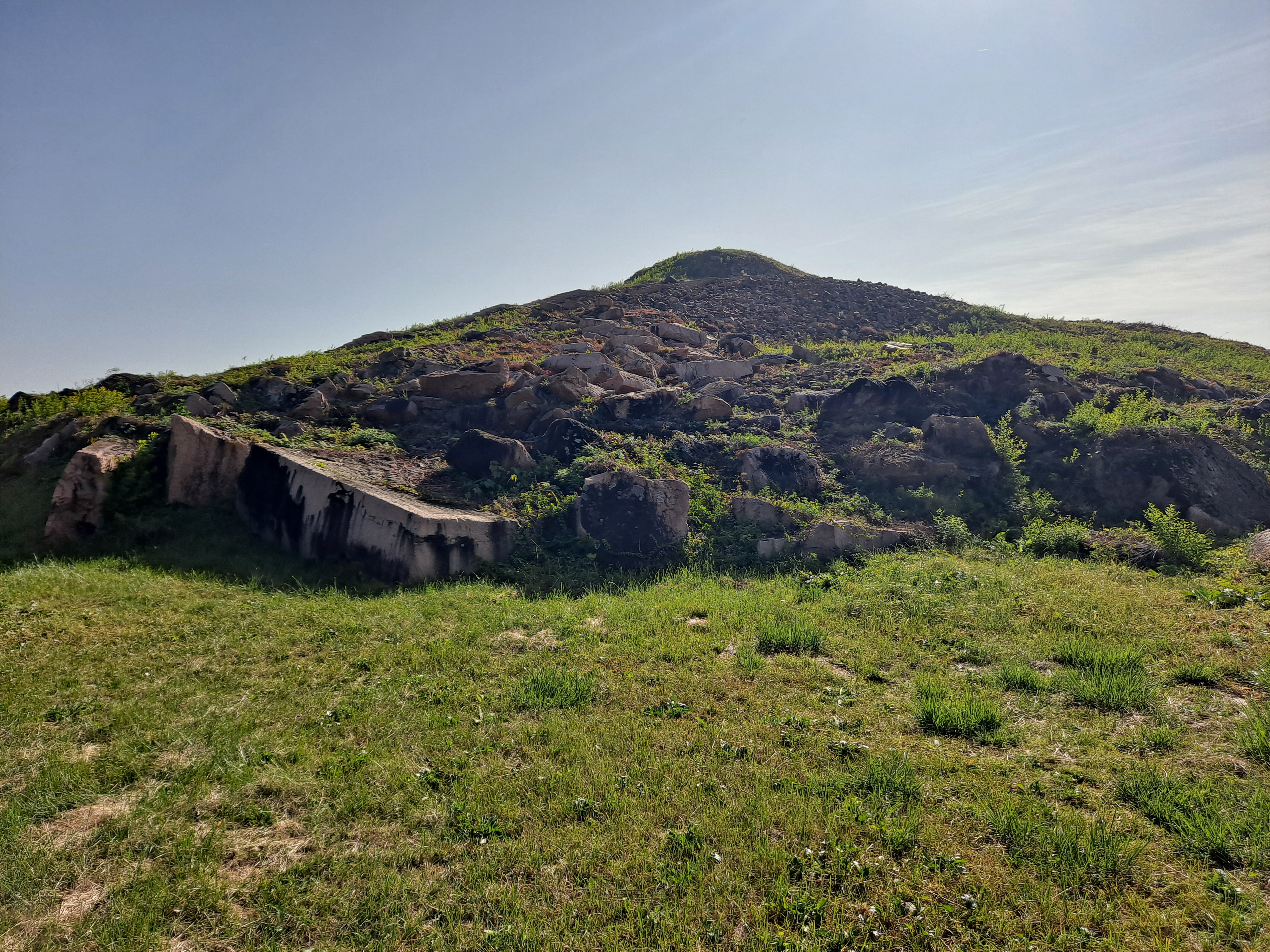
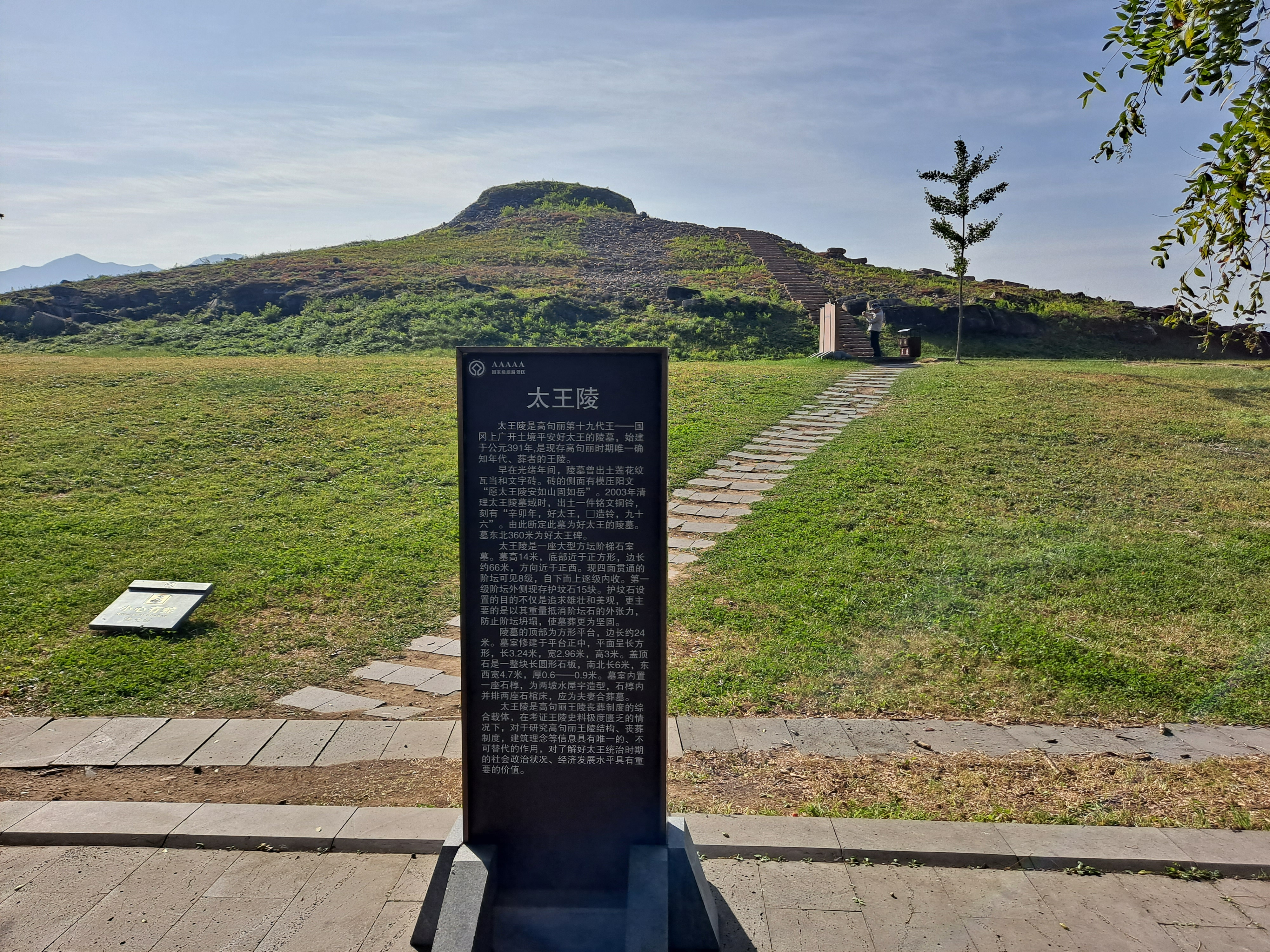
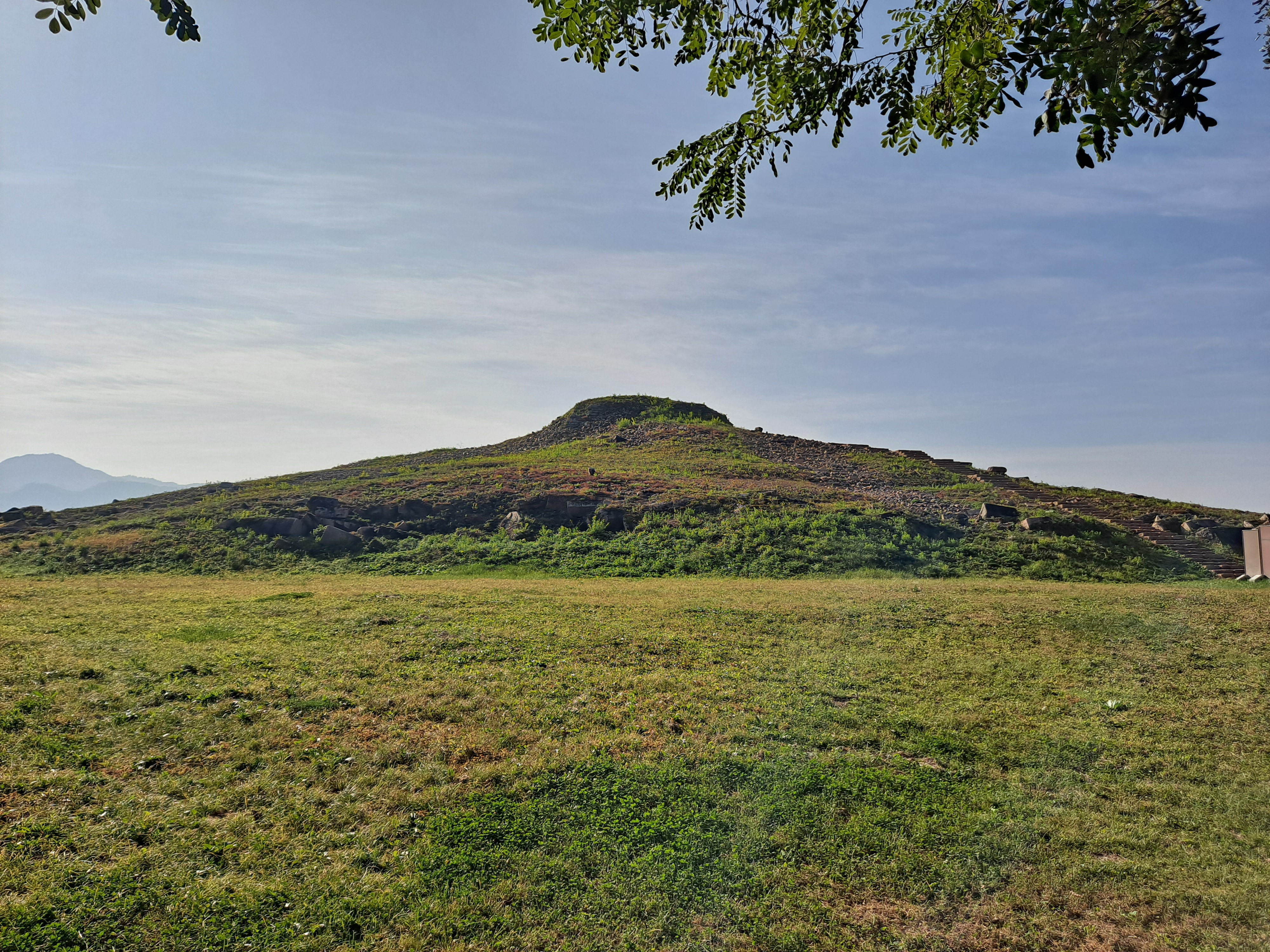
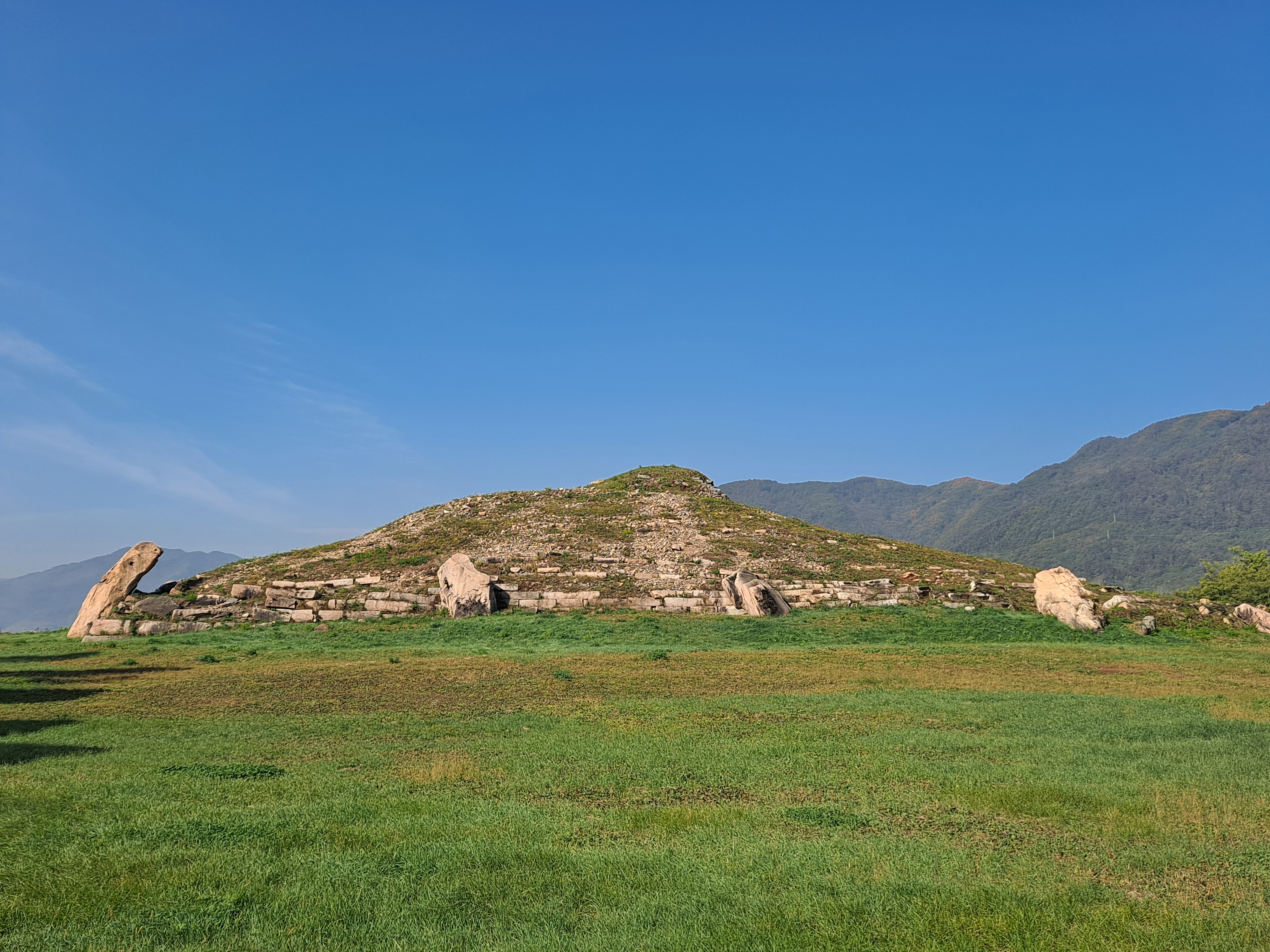
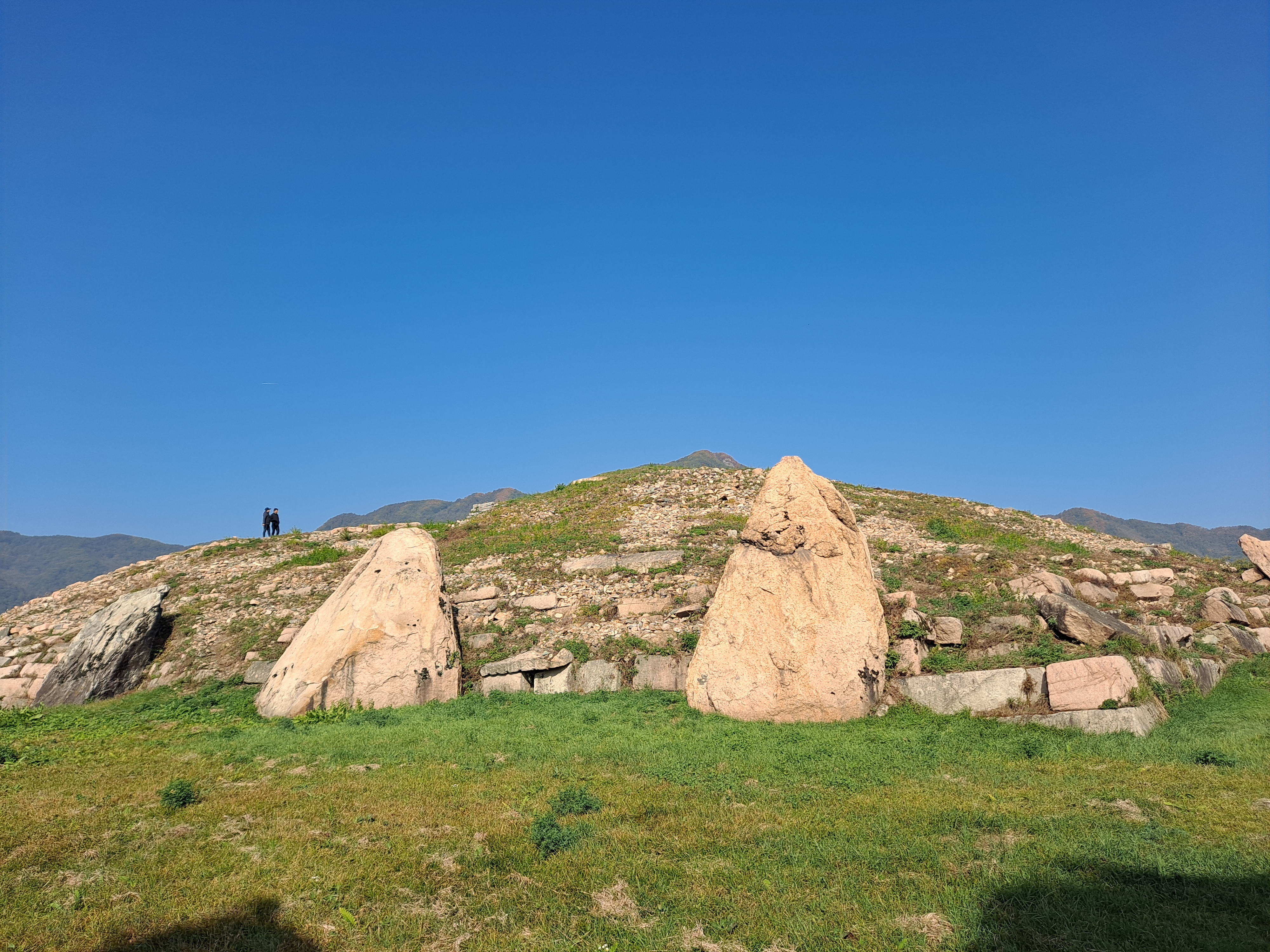
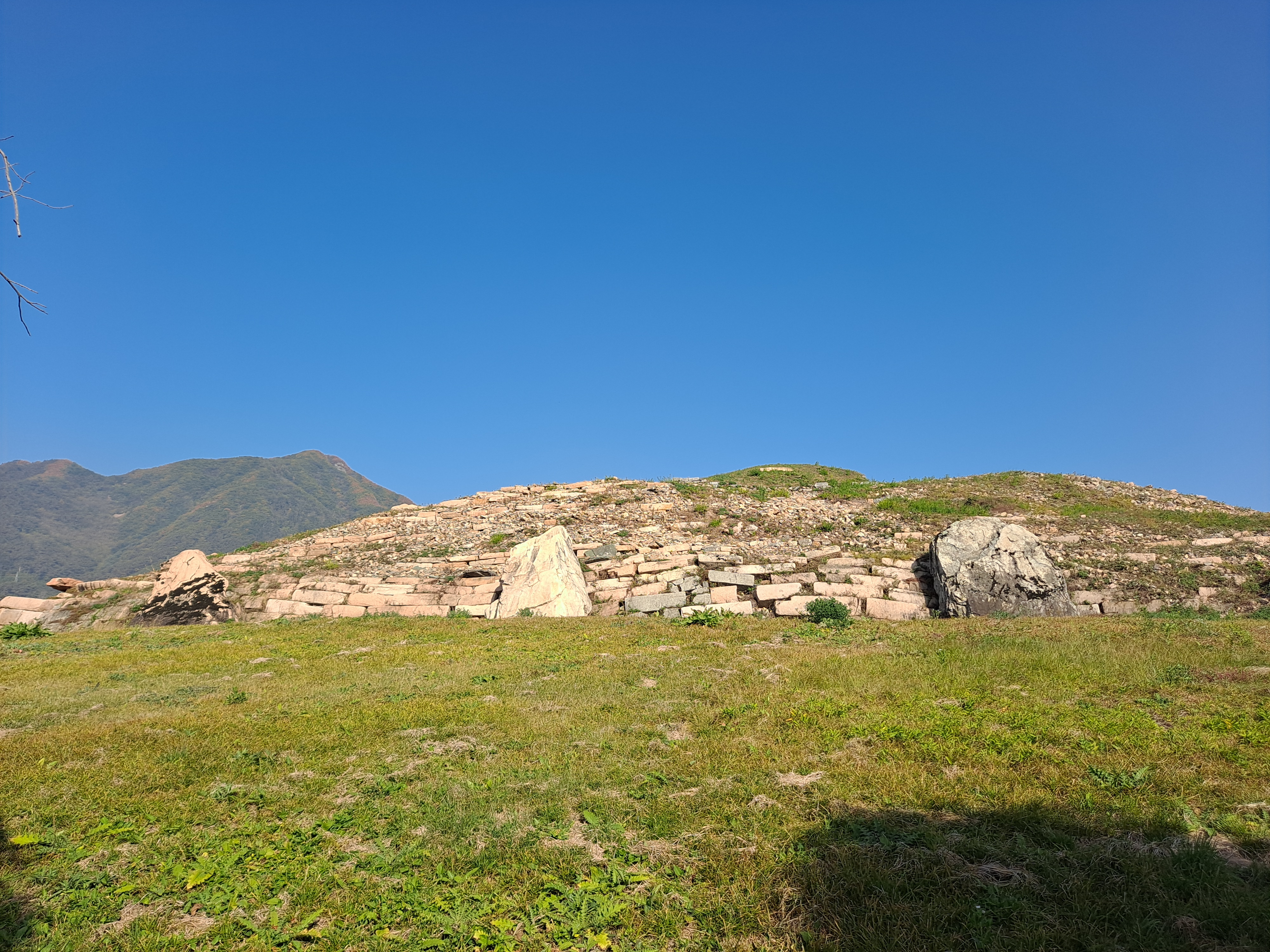
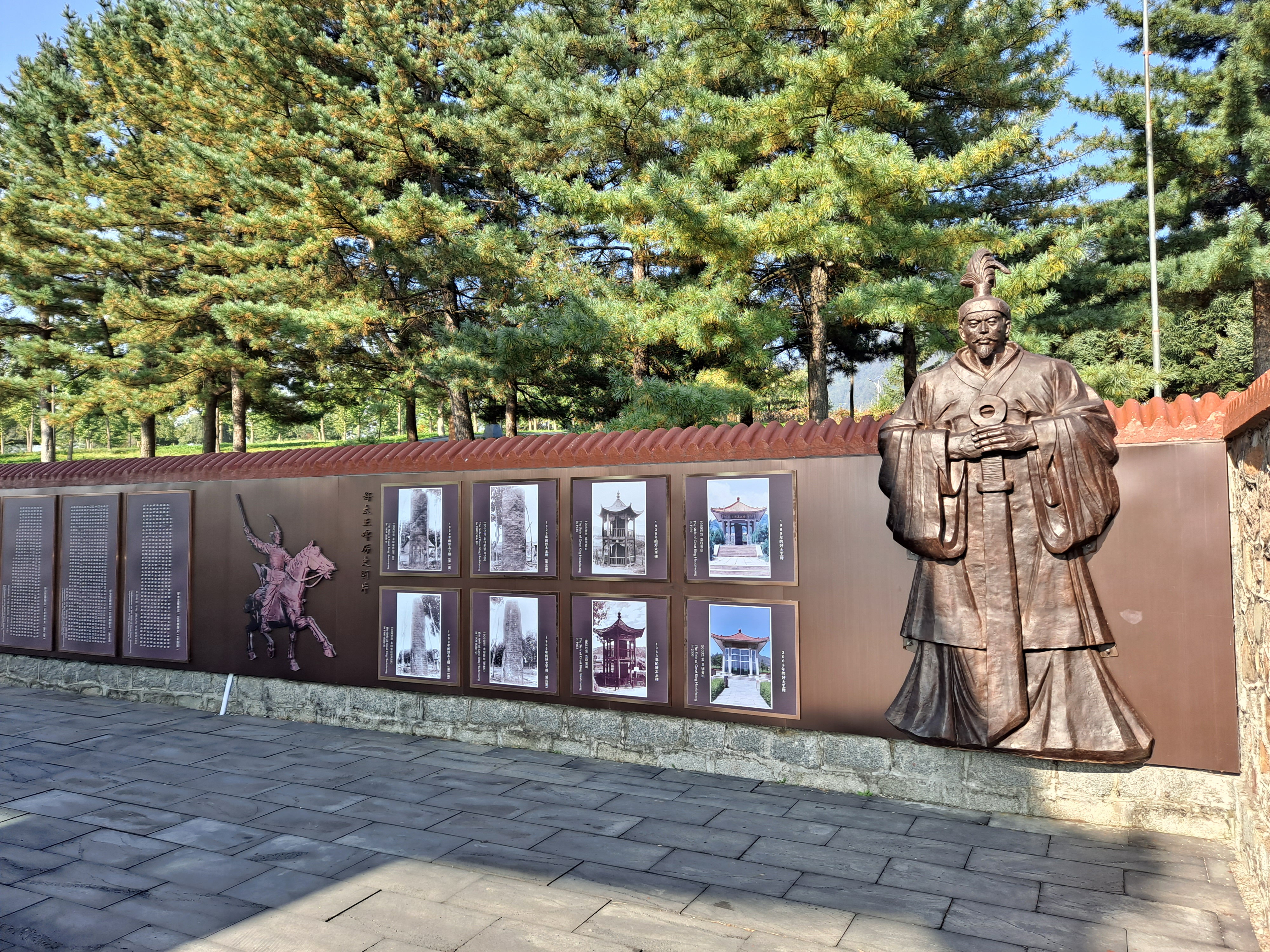
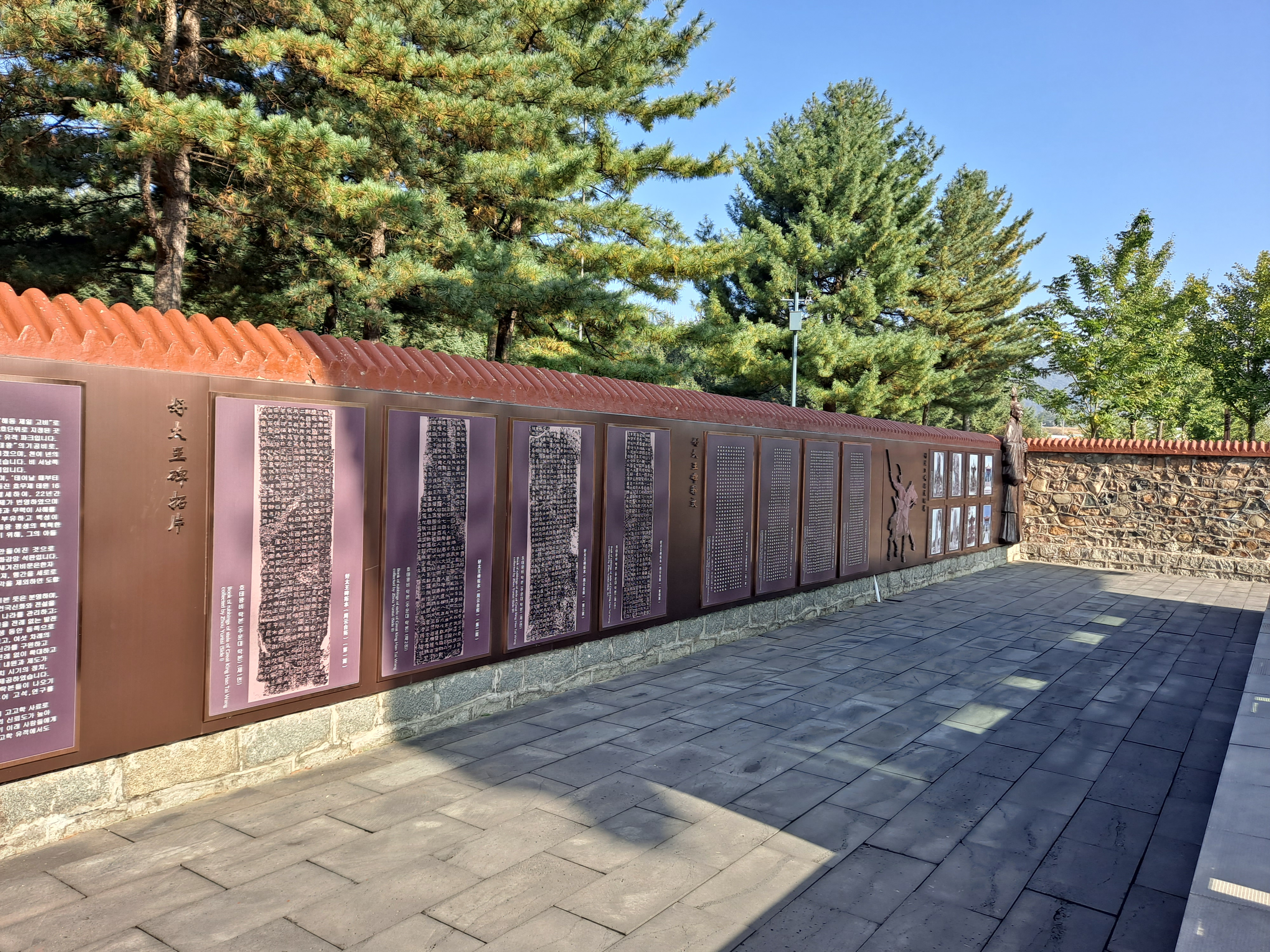
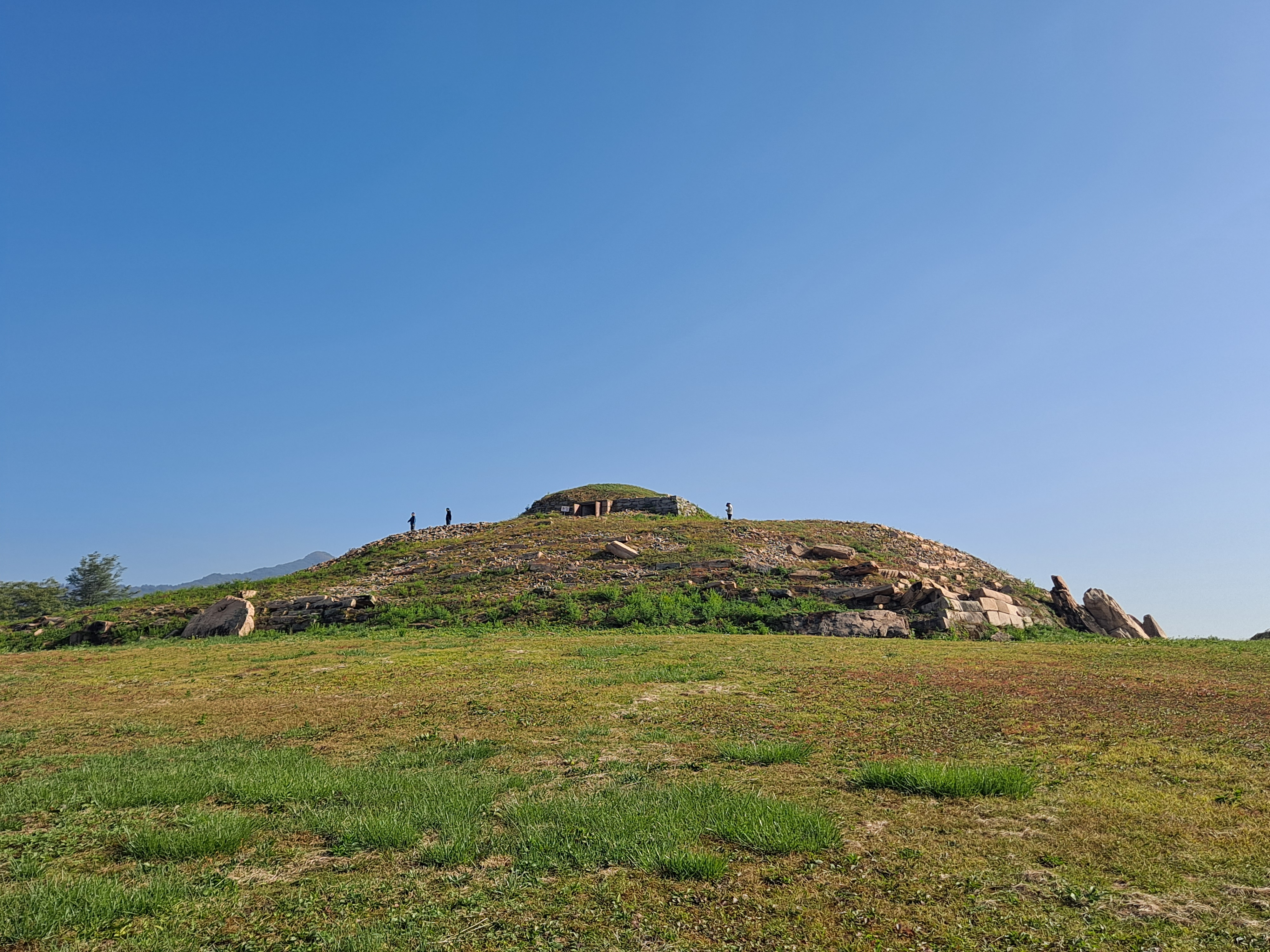
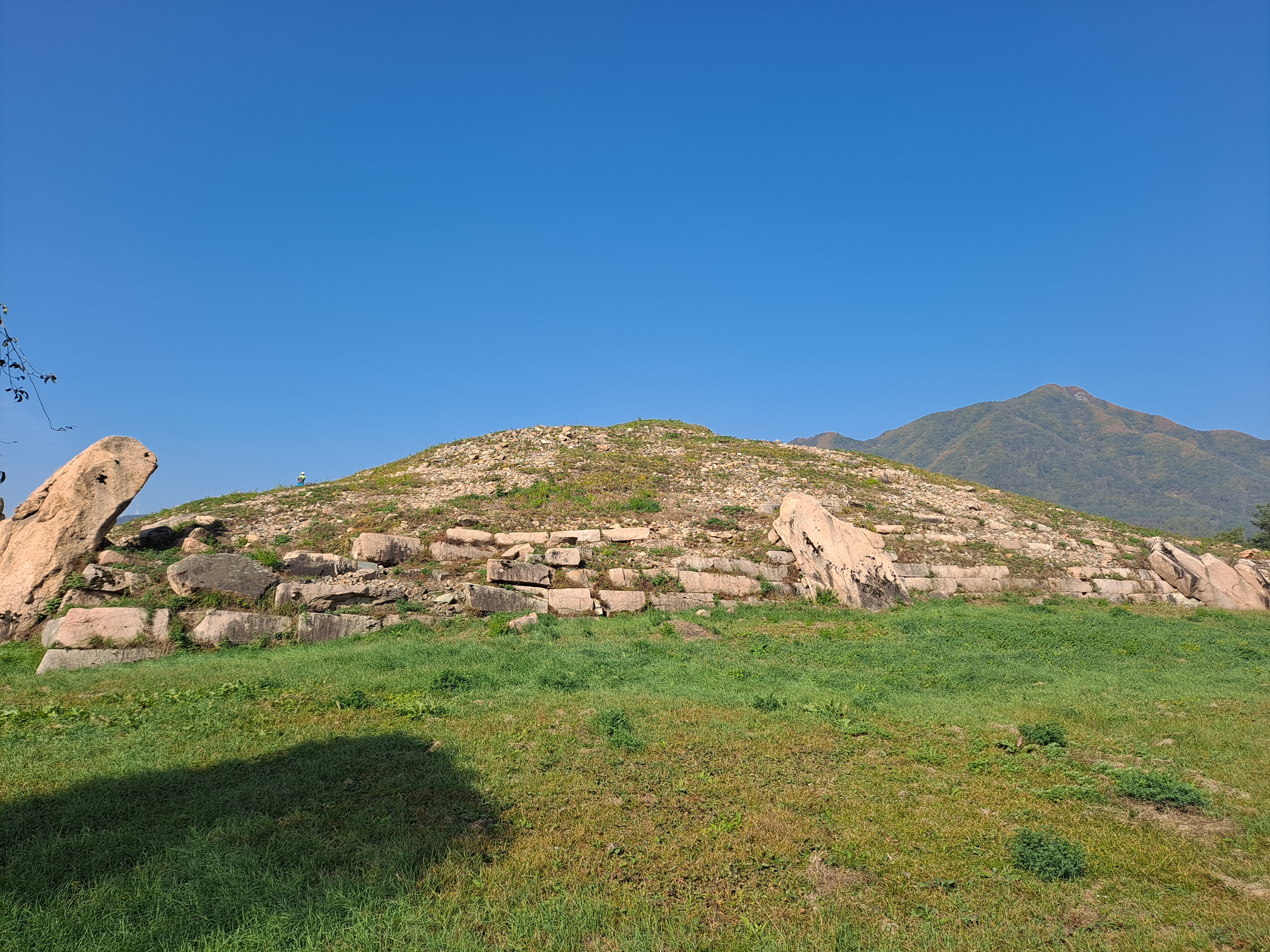
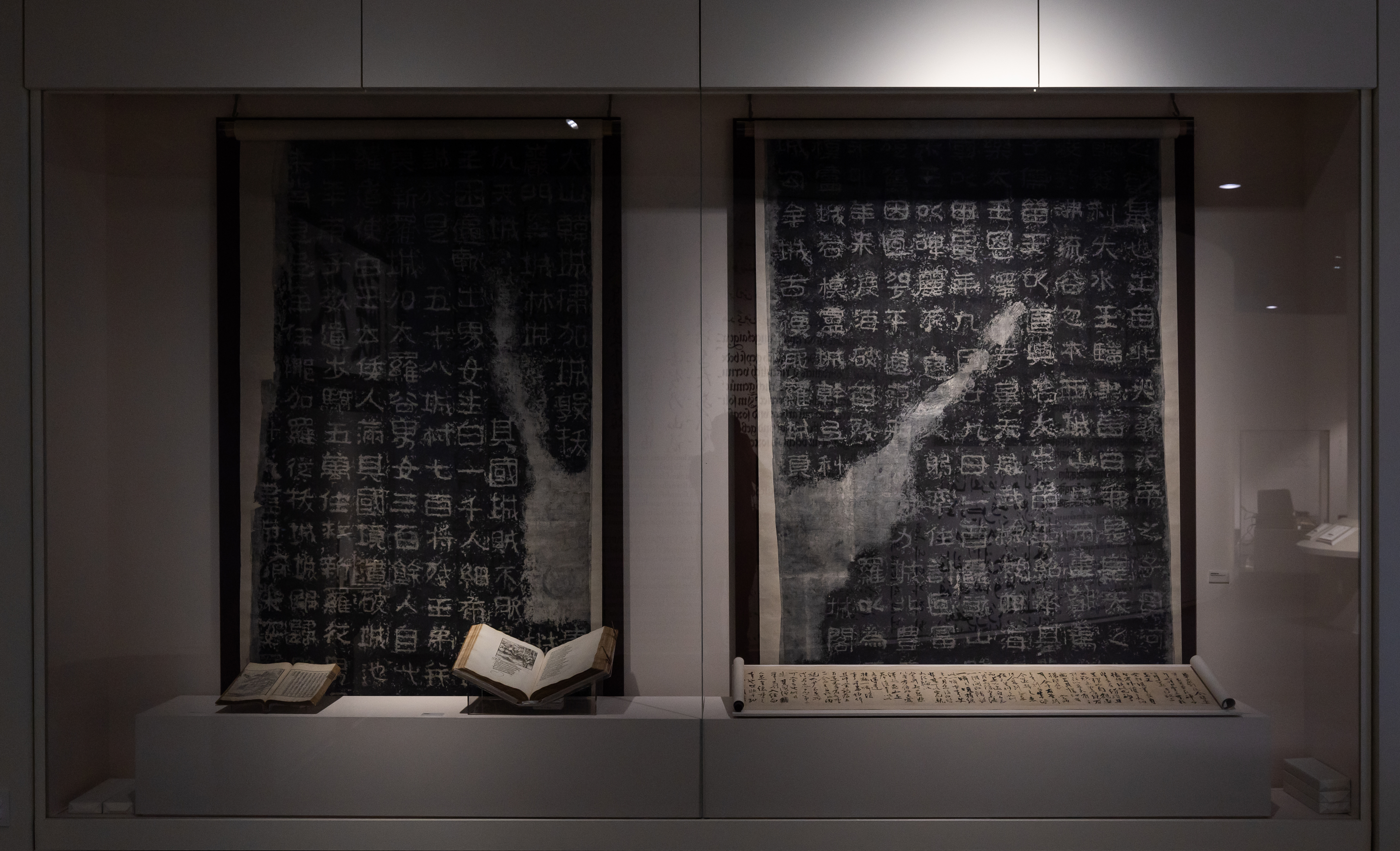
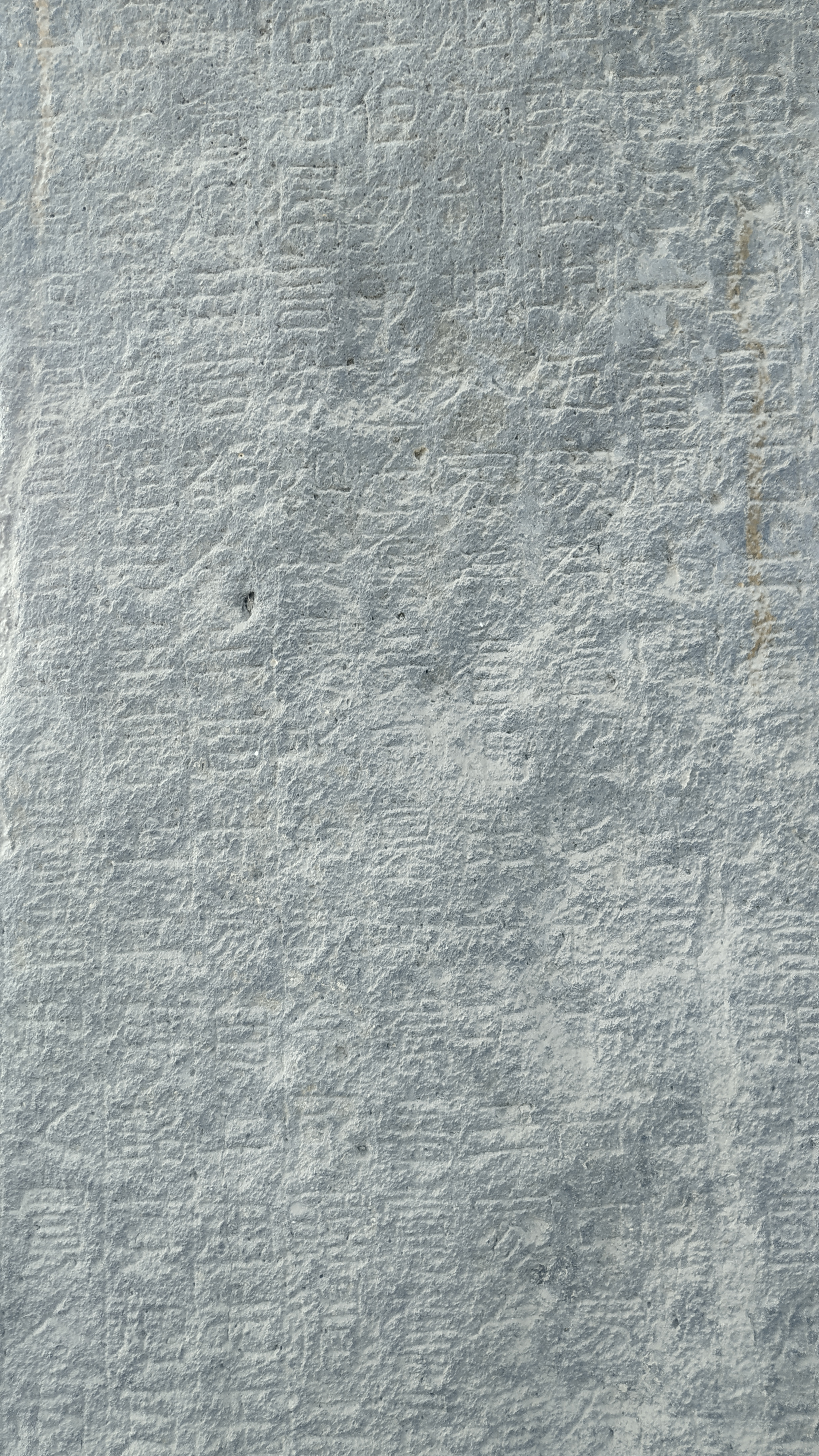
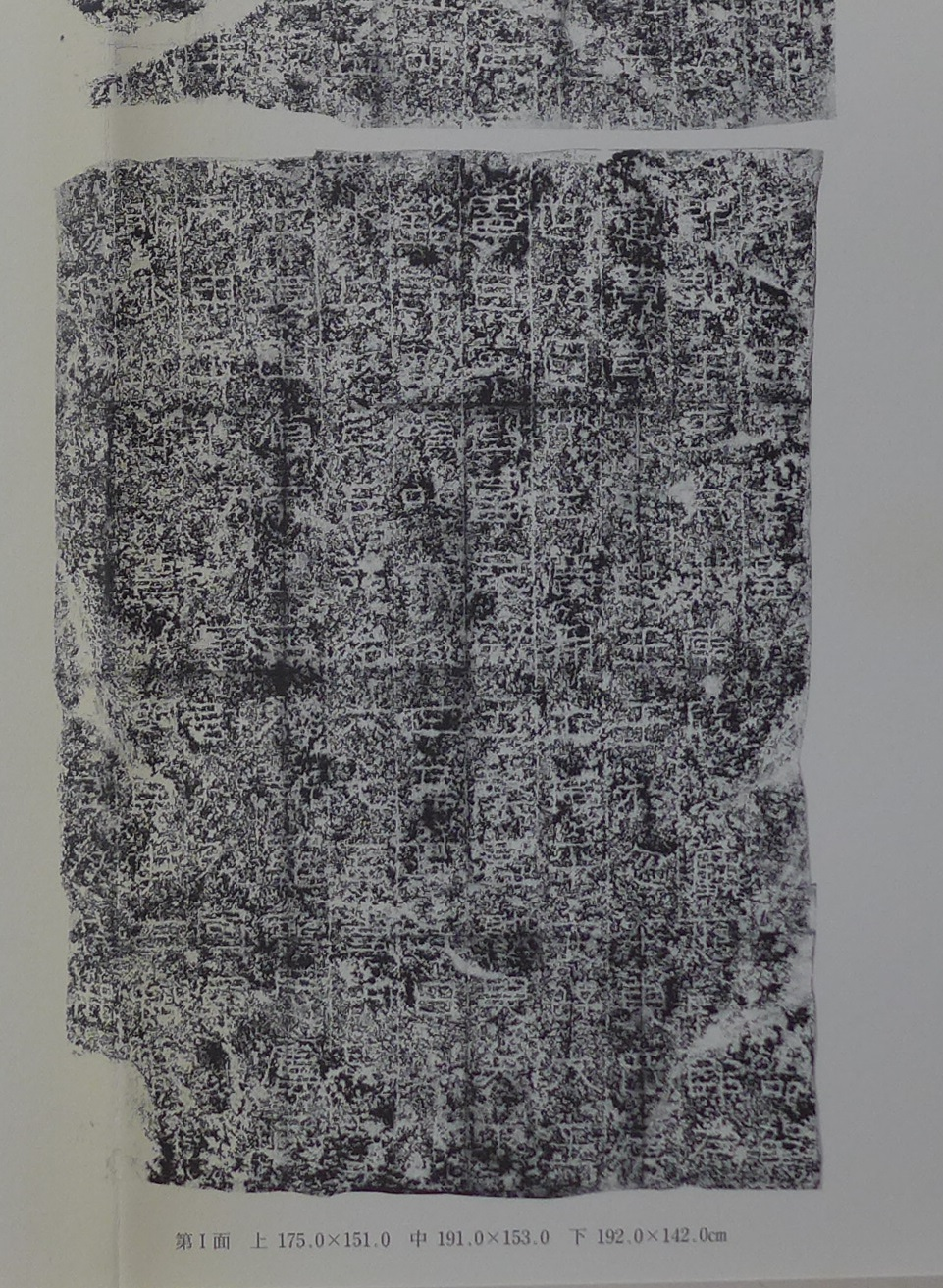
سنگ نبشته پادشاه گوانگ‌گه‌تو بزرگ در شهر جی‌آن چین
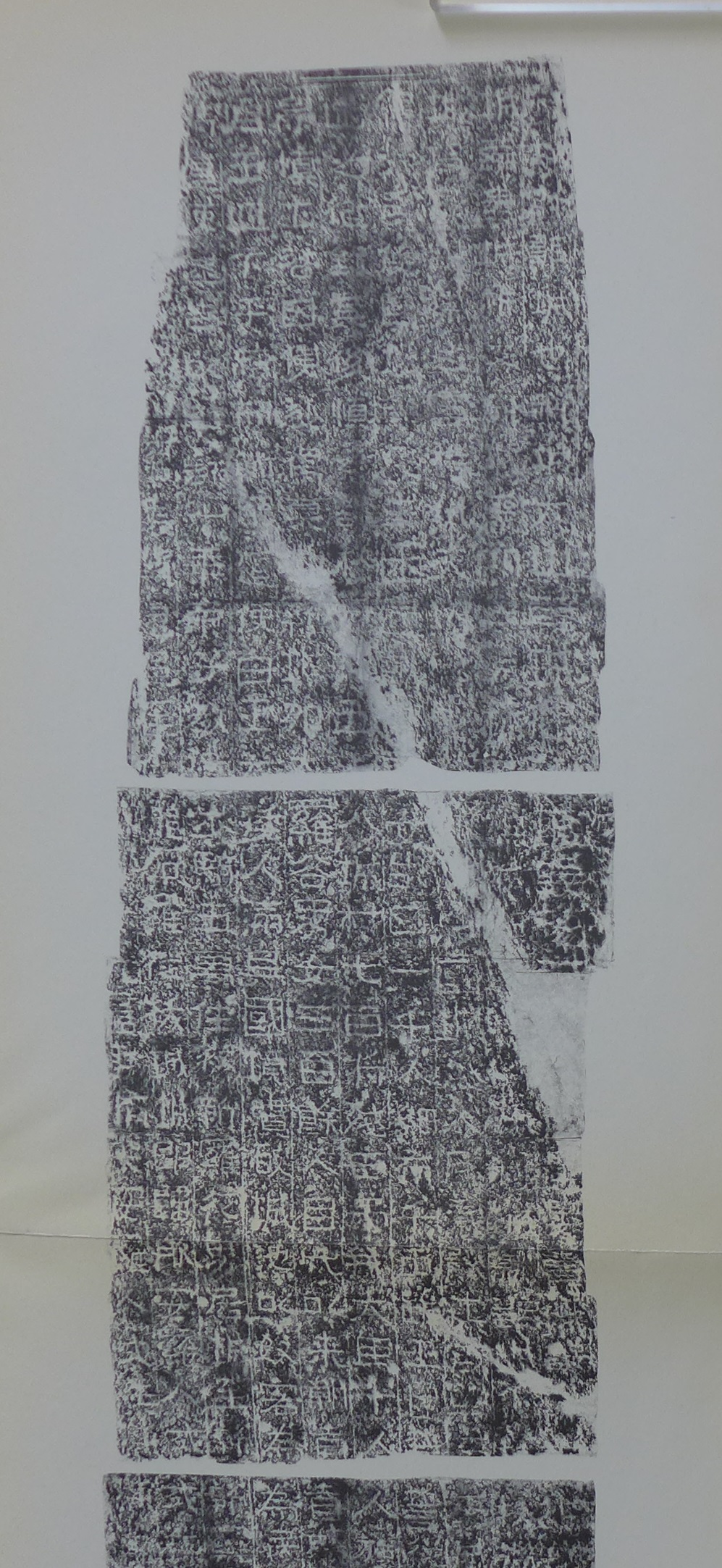
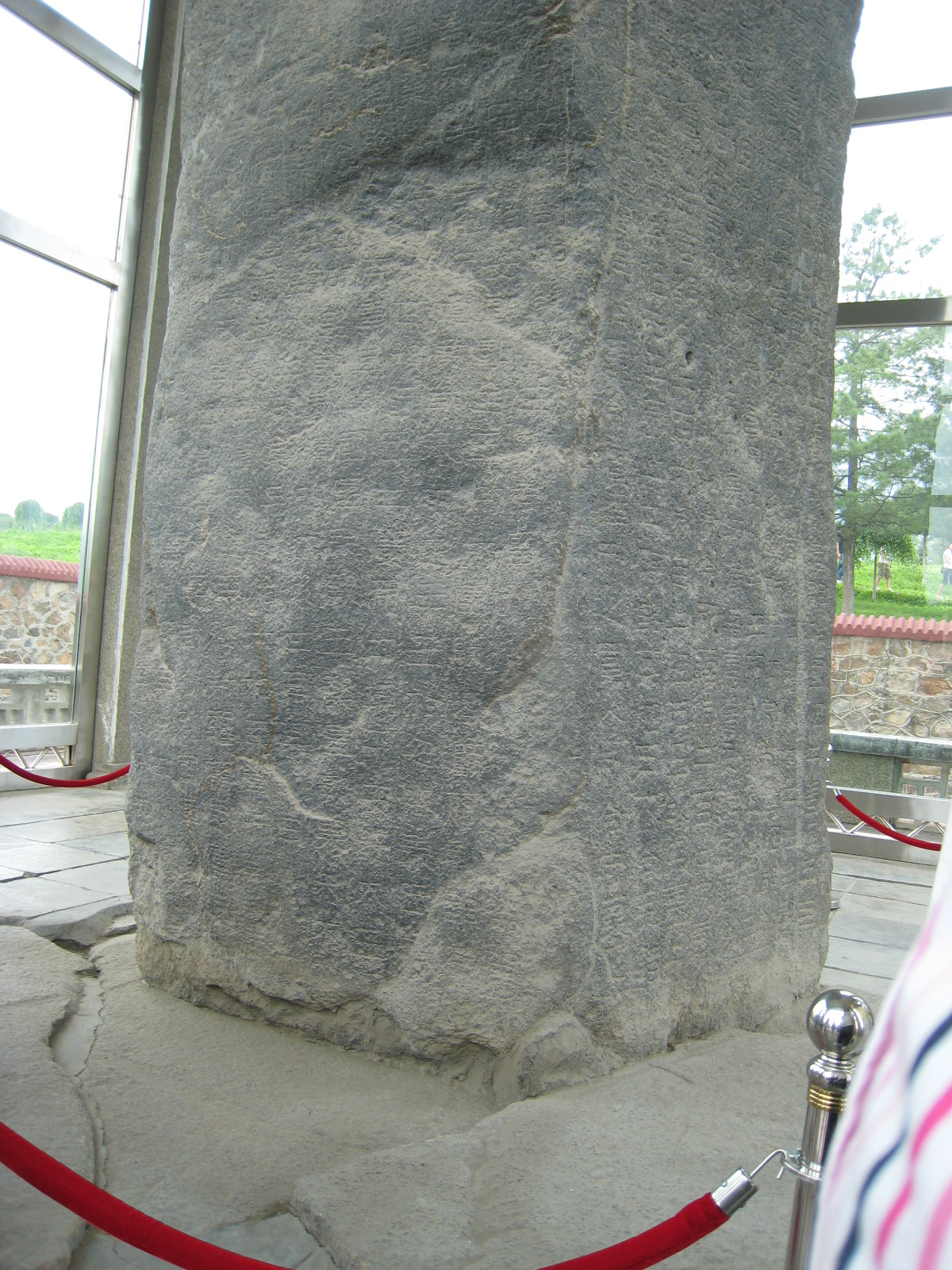
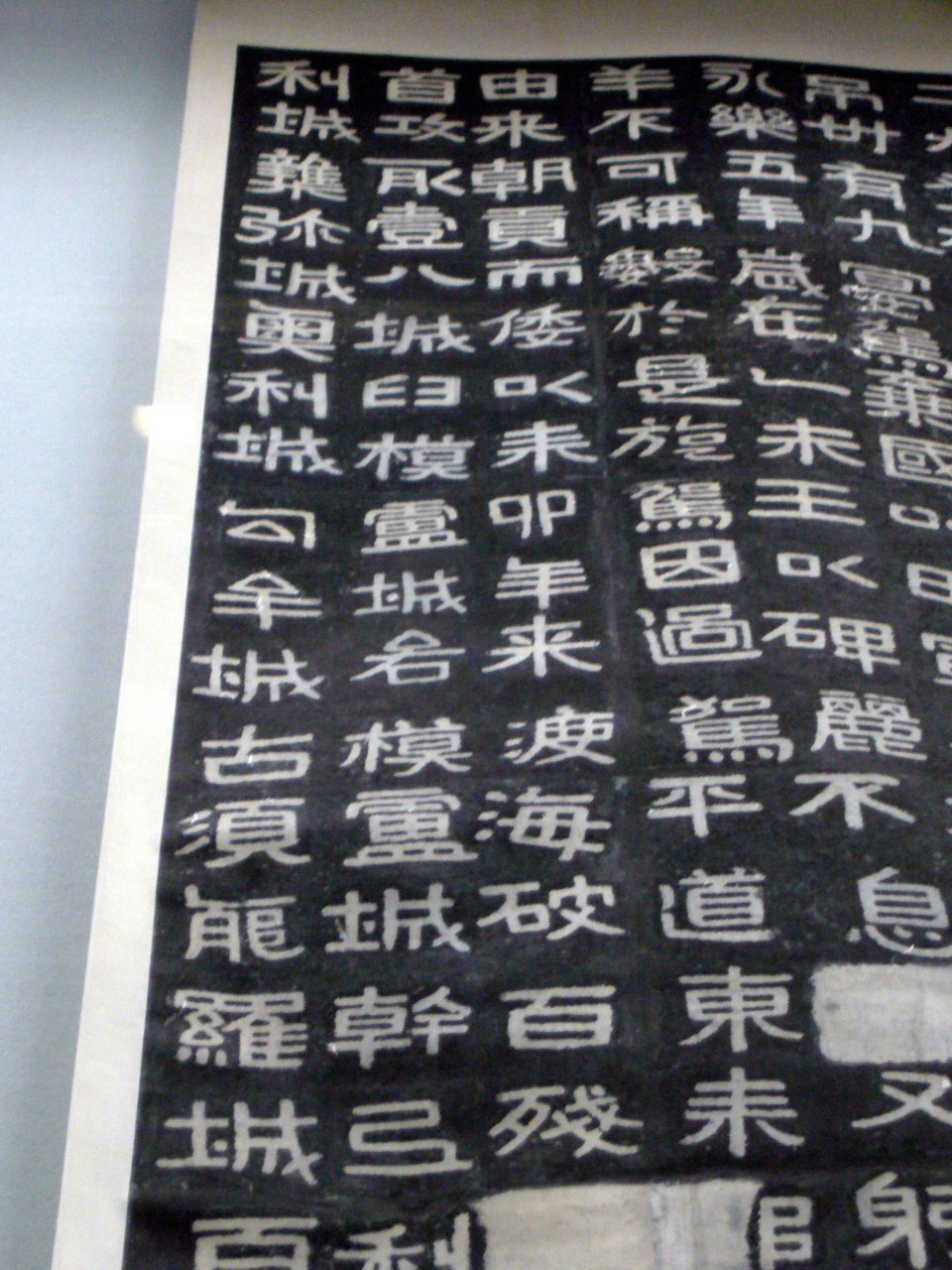
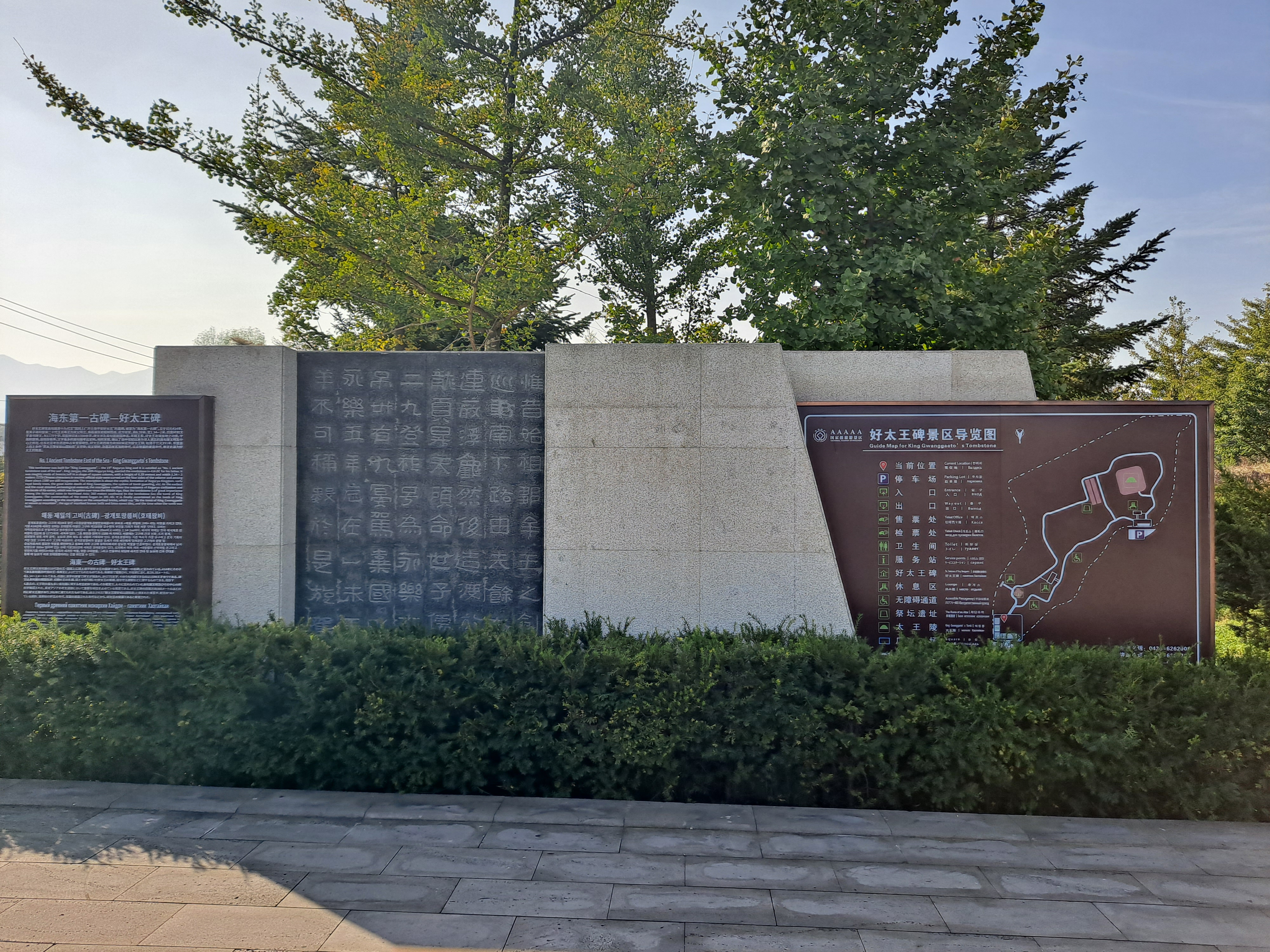
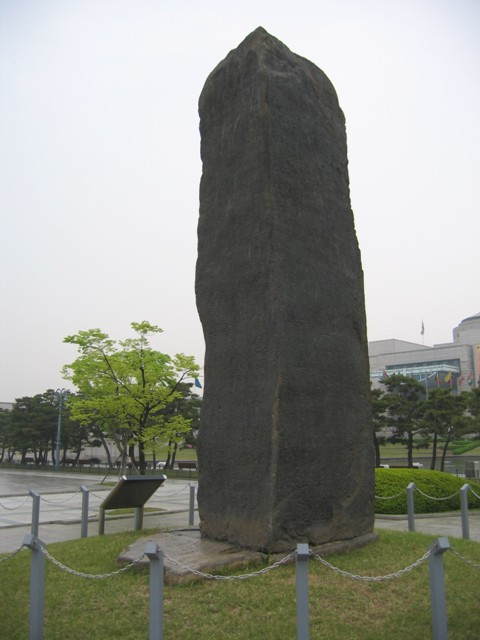
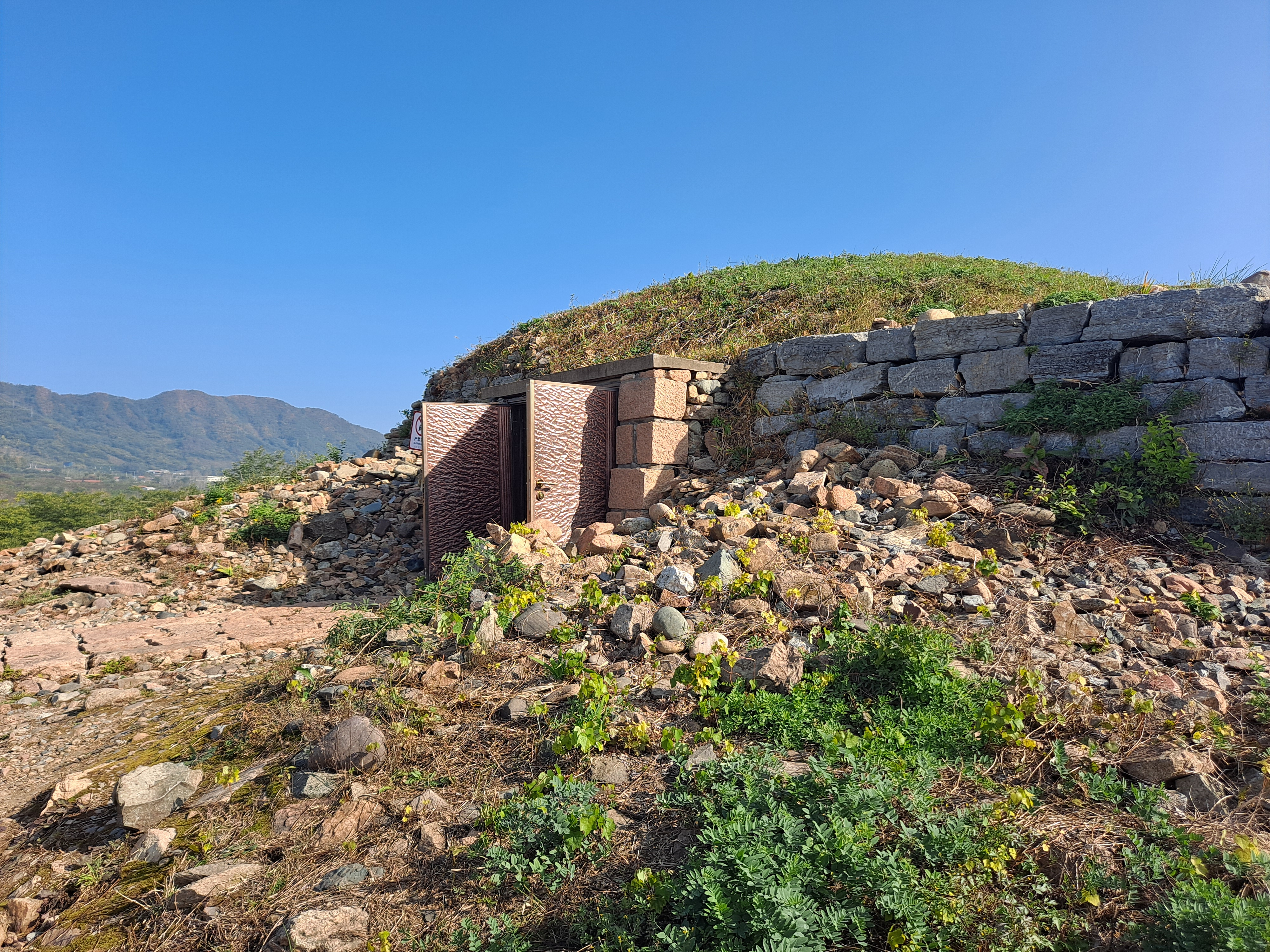
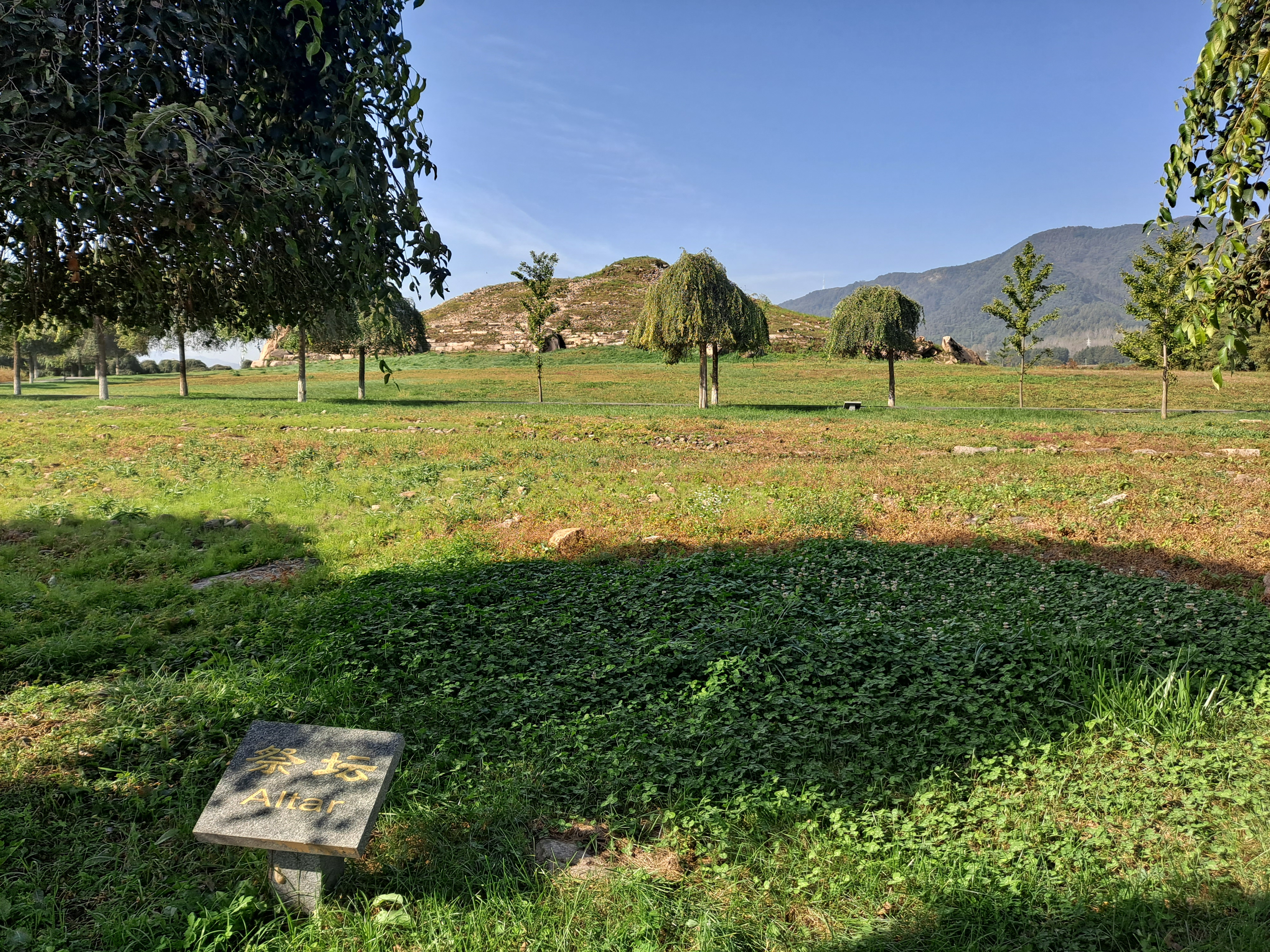
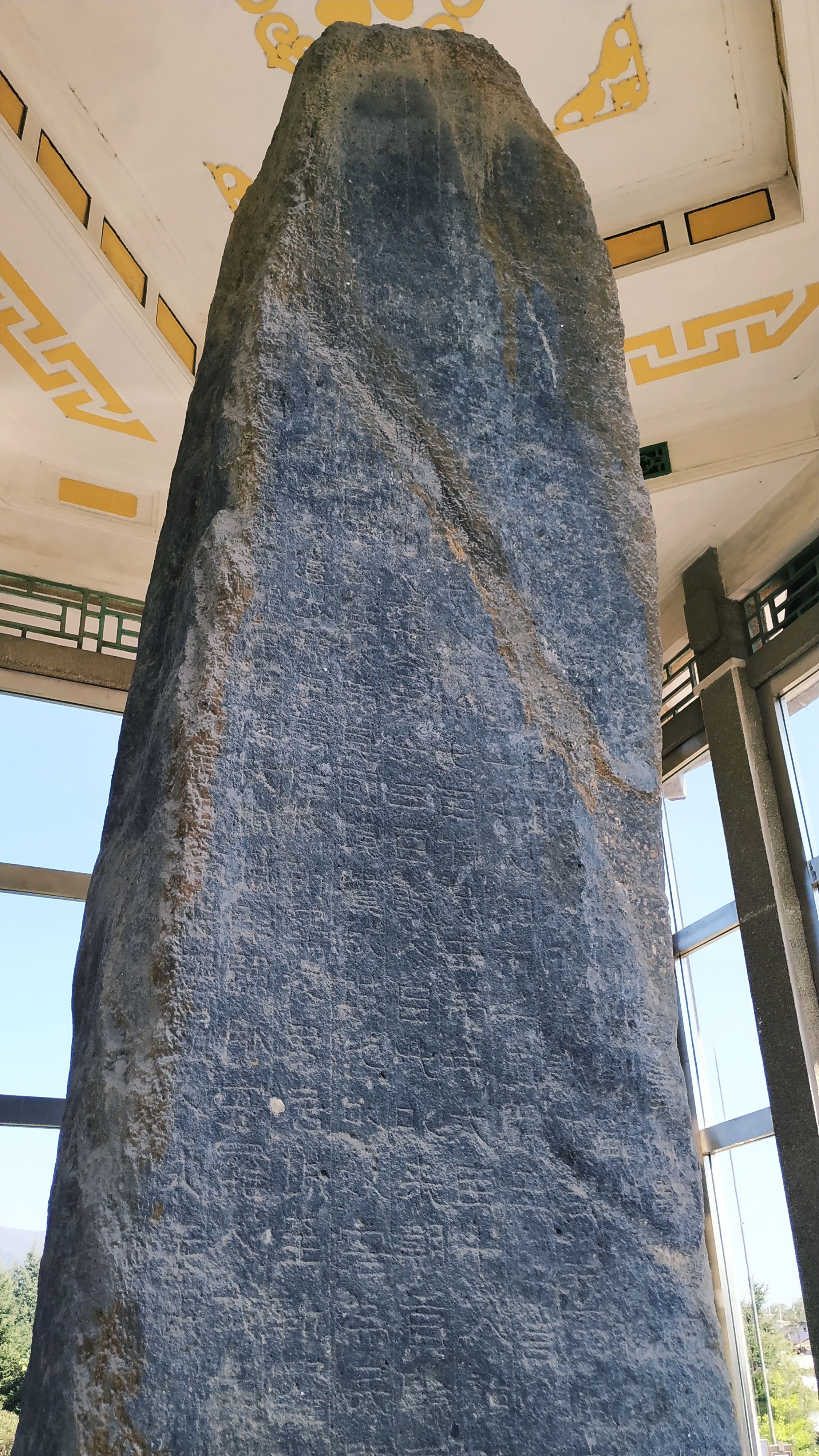
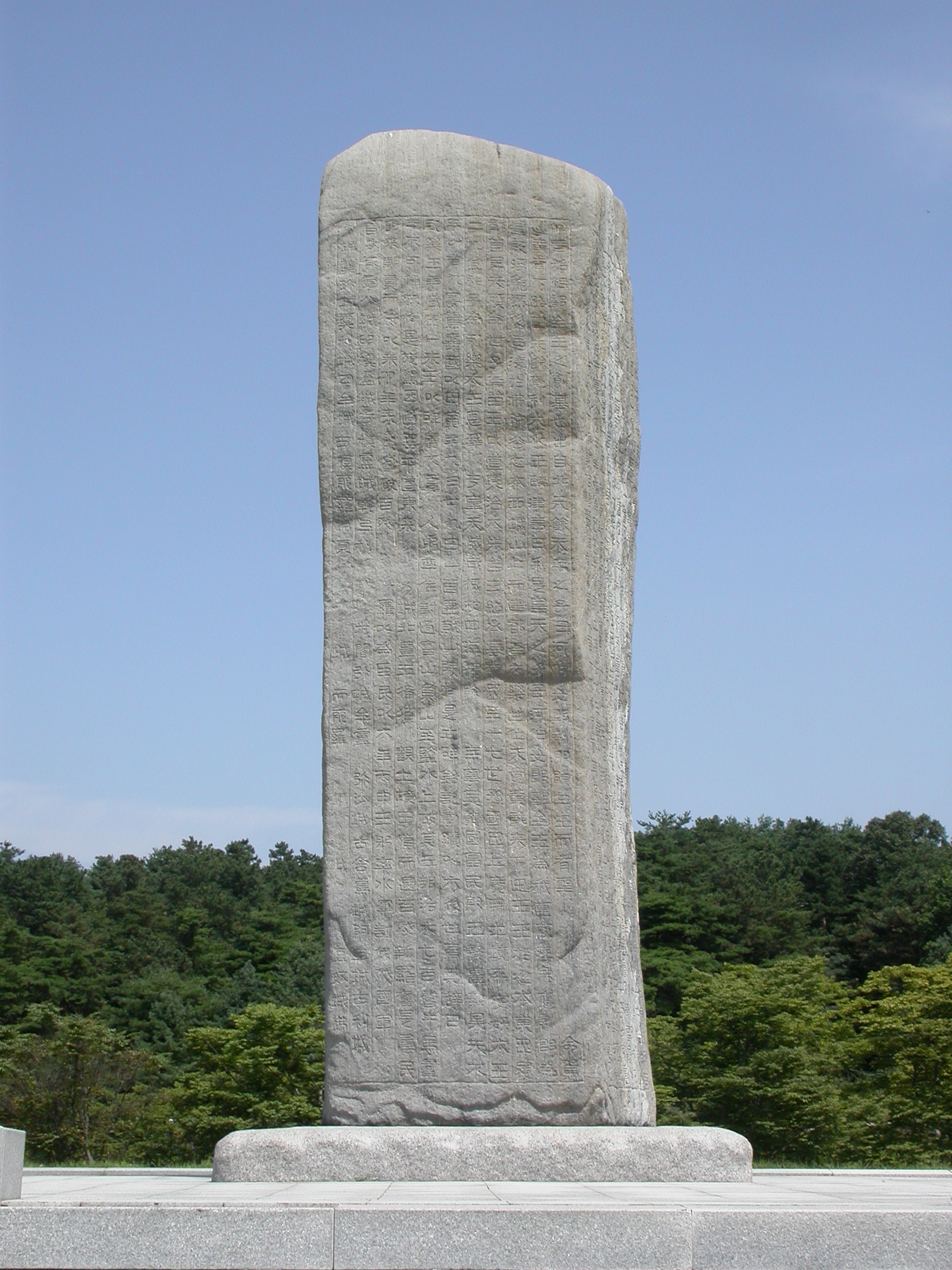
ماکت سنگ یادبود امپراتور گوانگ‌گه‌تو بزرگ در سئول